# 大国

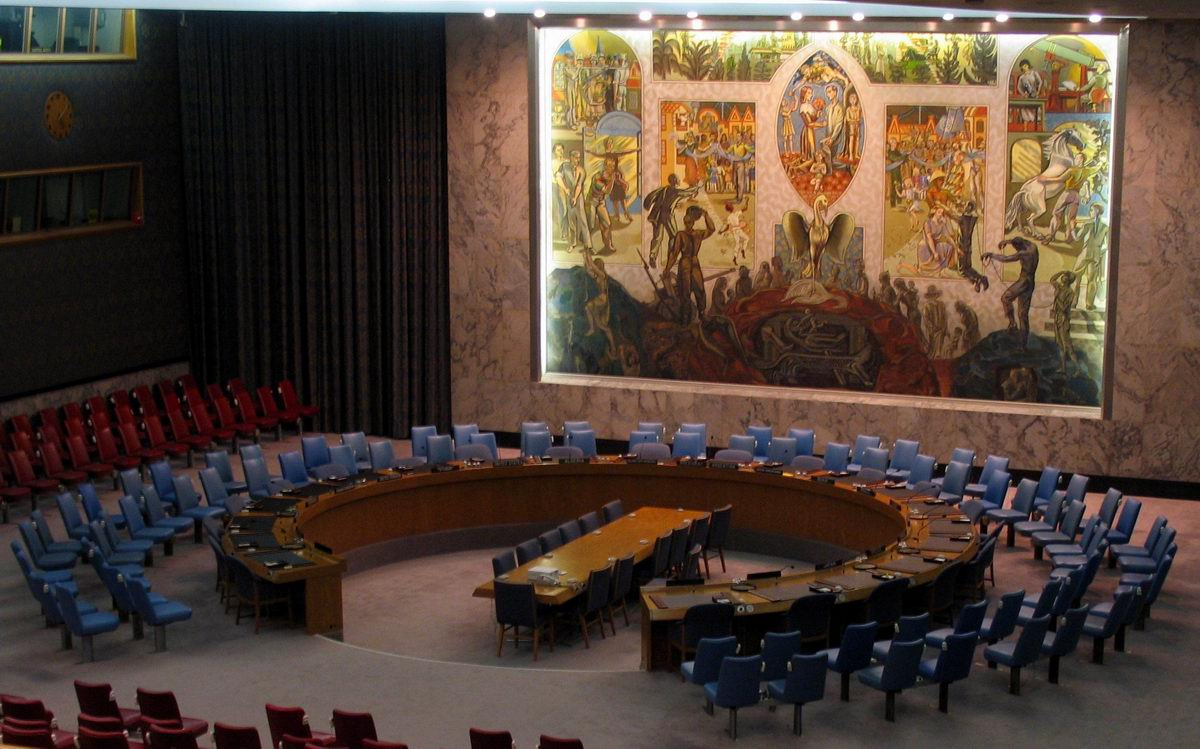
安理會常任理事國席位是现今「主要大國」（major power）地位的典型標誌

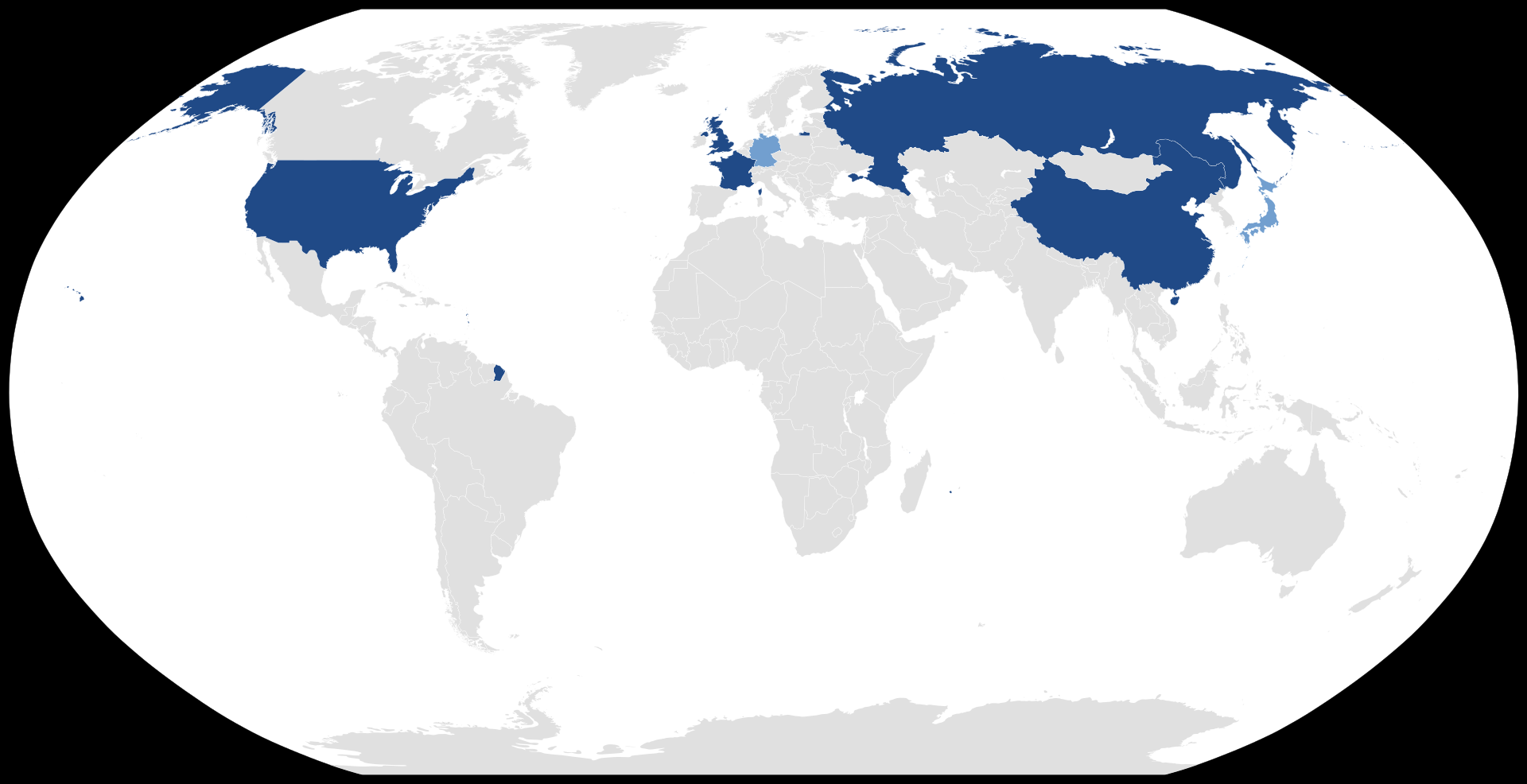
传统大国：联合国安理会常任理事国和《不扩散核武器条约》所承认的擁有核武器的國家（美国、英国、法国、俄罗斯、中国）
其他大國：非联合国安理会常任理事国但在國際政治或經濟實力有一定影響力的大國（日本、德國）

大國，又稱強權、強國、列强（英語：Great power），指在國際上擁有顯著權力資源優勢的國家，被認為具有相當程度超過領土範圍的影響力。大國一般具有軍事、經濟、外交等强大的综合国力，導致中、小國家採取自己的行動之前，必須考慮大國的立場和利益。
大國也可以分成幾種，常見的分類有二：「主要大國」（major great power）及「超級大國」（superpower），超級大國指「主要大國」中具有同時擊敗兩個以上其他同級強權實力者。另有地域大国（Regional power）的用法，指在某個洲或地區中，權力資源最具優勢的國家。

## 歷史上的大國觀念

### 國際
在近代國際外交中，嚴格而具有現代意義的「大國」觀念始自拿破崙戰爭結束後1815年的維也納會議。和會之前英國外交大臣卡斯勒里子爵首次在文書中正式使用「大國」（Great Powers）一詞。此一用法的背景是出於以大國權力平衡機制，防制歐洲大陸出現拿破崙式獨霸政權挑起戰爭。他在1814年2月13日一封致予各國的信說：「我很滿意地告知各位，和會將以歐洲各『大國』達成一總體協議而結束。這一協議將集中各國力量，對付任何一個企圖打破歐陸和平的大國。」當時全程與會的有英國、奧地利、普魯士、俄羅斯、法國。至於西班牙王國、葡萄牙、瑞典-挪威聯合王國等則僅在特定問題需要諮商時，才被邀請。這五大國建立了所謂「歐洲協調」體制（也稱為「大國協商」），此即現代大國觀念與大國均勢的起源。
「大國」的成員，隨著大國們的崛起與興衰而有所變化。古代交通困難，歐亞大陸兩端諸一流大國缺乏直接往來。羅馬帝國在歐陸為大國，波斯、大食等穆斯林帝國在中古時期控制中亞到北非的廣大地區。蒙古帝國一度控制歐亞大陸東部至中部以及北印度。中國從秦帝國到清帝國中葉，長期享有總量最大的生產力和較高的產業水平。但這些大國間僅有貿易關係卻缺乏政治聯繫，難以被視為屬於一個統一的國際體系。從18世紀起，歐洲殖民主義力量遍及全球，「大國」概念才取得世界性的意義。此後由於經濟波動、競爭力優劣、戰爭勝負。美國與德國在19世紀加入大國集團。第一次鸦片战争后中國退出大國行列，20世紀中期起中華人民共和國被歸類於大國。印度則是目前學術與政策討論中，熱門的新大國集團成員。

#### 定義的演變
軍事力量的強弱是東西方理論家都同意的判定大國的標準。但即便如此，各種被提出的定義仍不免主觀而受批評。以下區分三種定義界說：
- 攻守對抗的實力：德國史學家蘭克在1833年撰寫的「大國」（The Great Powers）一文中曾提出以下界說：

假如人們能建立一種對大國的定義，該國必然需要具備維護自身以抵禦所有其他國家的能力，即使這些外國團結一致。那麼腓特烈大帝已經使普魯士晉升此一地位。
類似的觀點可見於法國史學家杜羅賽（Jean-Baptiste Duroselle）：|  | 大國是實力足以抗拒任何其他單一大國而保衛自己的獨立的國家。 |
- 全球性影響力：每個國家都有其利益與力量投射的地理範圍。「區域大國」是實力較強但影響力僅限於其所在區域的國家。此一角度認為，世界性的大國必須對整個國際體系有實際的影響力。據此，英國史學家湯因比提出：

大國可以被定義為，在其所身處的社會中，能發揮最廣泛影響力的國家。1914年的西方大國就是世界大國，因為「西方社會」就代表全世界。
- 國際地位：研究世界政治經濟大循環的美國學者莫德斯基（George Modelski）認為，實力強大與大國的「地位」仍應有所區別。這種觀點與今日盛行的「大國責任」概念近似，但其主觀性也倍受批評。他認為：

如所週知，大國地位確實來自一個軍事大國稍早所扮演的角色。但是大國體系隨後便將此種地位所衍生的權利義務關係給制度化了。
- 常識：「大國」判定標準至今仍陷於爭辯之中。國際關係理論結構現實主義學者華爾志認為，這一問題僅是「常識」，人人皆可輕易研判。但蘇聯瓦解後，此一常識又不復有效。有人認為，由於美國超強獨霸，「大國」觀念可以廢棄，因為其他大國即使組成單一同盟也無法制衡美國。但另一觀點則認為，「多極化」是歷史趨勢，「大國協商」仍屬必要。大國名單或有增減，但獨霸在現實上不可能發生。「一超多強」的「多強」仍是國際政治的重要單位。
- 核武器：不只是因為核彈是大國的象徵，而是在於任何超級大國都無法抵御一次全面的核攻擊，而即使是只使用單個核彈的恐怖襲擊，仍然足以破壞最強大的國家的心臟，所以任何國家的相對地位已經被削弱。也意味未來最可能在國際社會上使用武力的是非國家的恐怖組織，但一流大國或國家卻能夠發揮傳統上不被重視的文化或道德共同體的作用，所以衡量大國的標準由傳統的軍事轉向了經濟、文化、道義、國際關係等方向上。

大國是「列強」之中，國力最強的少數國家。中文裏的「列強」一詞，在大清帝國遭遇西方大國擴張勢力到東亞後，才廣泛被使用，是對國際上所用概念（英語 powers）的翻譯。在論述中國歷史時，“列強”一般特指在大清帝国遭遇西方列強扩张势力到东亚后曾侵略过中国的众多近代强国，如英、法、德、奧匈、俄等欧洲大國，以及國力稍弱的其他一些國家，例如19世紀才建國的意大利，再加上19世紀興起的美國時又被称为“西方列强”，即英語“Western powers”；列強後來也包括19世紀後期以後的日本。至少在甲午戰爭之前，作爲能够制約若干鄰國、擁有廣闊疆土、並具有相當程度的軍事投射力的清帝國在國際上也被認爲是列強之一，至少是與日本並列的“東方列強”之一。

### 中國歷史上的諸侯國

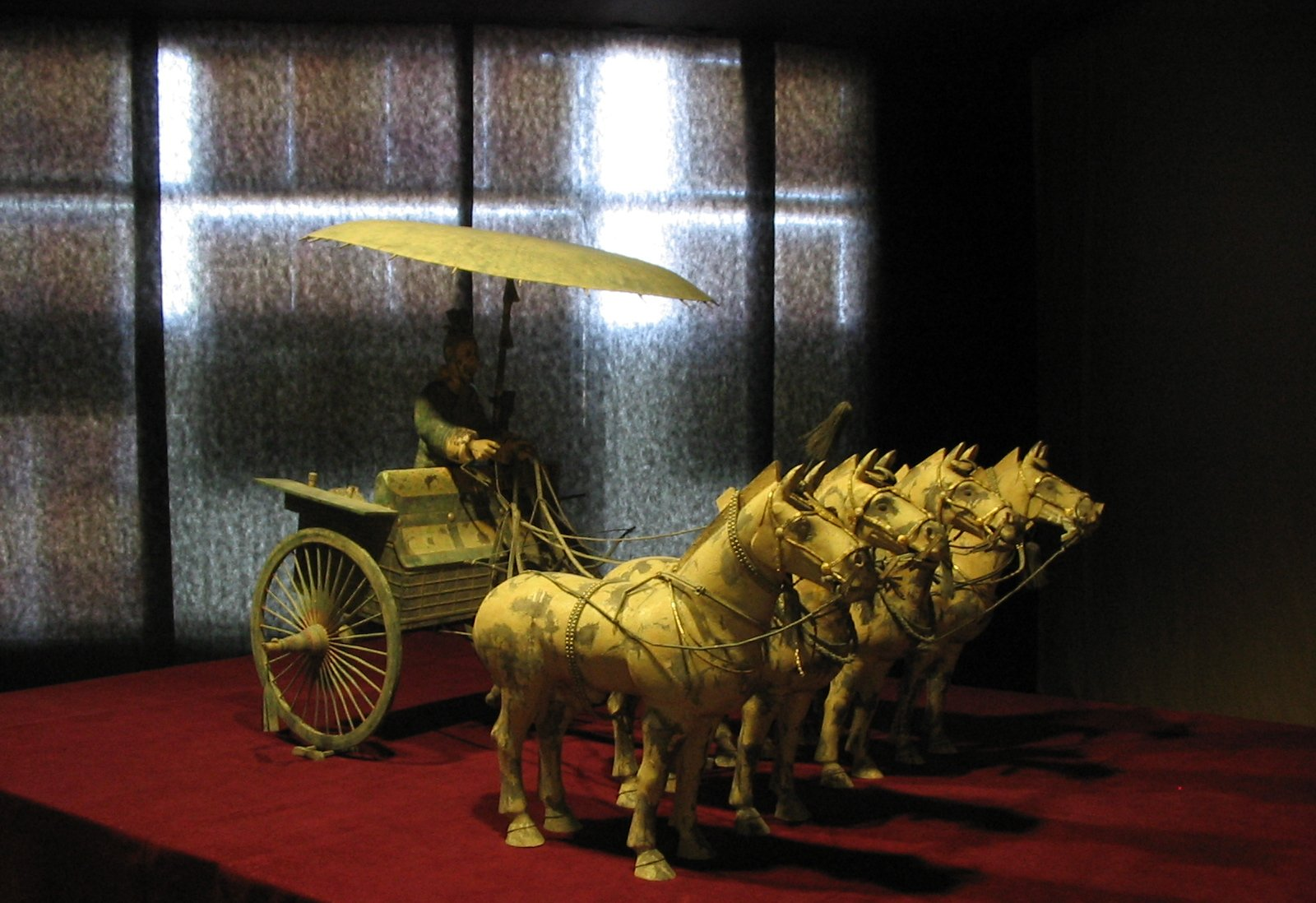
中國春秋戰國時期以四馬兵車裝備數衡量大國地位

中國歷史上「國家」一詞的定義包含多種指涉：統一帝國、分封諸侯、城牆之內的地區（城市）等等。由於自秦代至清代，中國政治史主要是統一與分裂的循環，分裂時期的政權多半致力「普天之下，莫非王土」的政權統一，所謂「大國分立」的觀念沒有得到發展。

#### 大國的標準
中國在春秋戰國時代，周朝諸侯國脫離周天子的封建秩序，各國統治者與學者曾較為深刻地討論了「大國」關係與其興衰的問題。當時的文獻一般以「兵車數量」評價各國的強弱，即所謂「萬乘、千乘、百乘」之國，即可支持一萬輛馬戰車、一千輛馬戰車、一百輛馬戰車裝備的國家，馬戰車應配置四匹馬，但馬車兵是和步兵混編的，所以一乘相當於數十名士兵。這一標準在老子、莊子、孔子、孟子、荀子、韓非等諸子百家學說文獻中都可見到。

#### 維持大國優勢
關於大國的優勢，老子以柔克剛的哲學強調「故大國以下小國，則取小國。小國以下大國，則取大國。」而重視「法術」的韓非則提出國家獨立自主的重要性，警告仰賴強權的危險，提出「鄭恃魏而不聽韓，魏攻荊而韓滅鄭。今者韓國小而恃大國，主慢而聽秦魏、恃齊荊為用，而小國愈亡。故恃人不足以廣壤，而韓不見也。」儒家的孔子等則強調「仁政」的優勢，認為「仁者無敵」、「近悅遠來」，即使是中等國家，「道千乘之國，敬事而信，節用而愛人，使民以時。」則「攝虖大國之間，加之以師旅，因之以饑饉，......，可使有勇，且知方也。」但此類「國際競爭」的分析，秦代以後即停止發展。

## 相關理論

### 霸權興衰史
美國學者保羅·甘迺迪的理论认为，一个大国的兴起，同时伴随着另外一个大国的衰落。大国会吸引周边地区的资金和社会财富，并争夺稀缺的社会和自然资源，从而阻挡其他国家走向大国的道路。当大国在维持本身地位上发生了失误，就会导致其大国地位的丧失。
大国的力量必须在尽量长的时间内维持最根本的技术领域中具有压倒性的优势，才能保持其军事上的实力。但是社会生产的配置和军事机器之间必须保持一个合理的平衡，否则会失去大国的竞争力。

### 權力平衡論
權力平衡學說也首見於維也納會議。當時欧洲一些国家认识到他们任何一个都无法取得绝对的大国地位，因此有观点认为，他们通过彼此制衡，形成欧洲協調，从而相互保證大国地位。
另一方面，權力平衡作為一國國策，在18世紀、19世紀的英國以及19世紀中期以後的俾斯麥德國得到充分展現。其訣竅即不與任何其他大國締結永久同盟，以確保國際體系不出現任何單一獨霸國家而威脅自己的利益，同時爭取時間發展壯大本國。英國自稱此一政策為「光榮孤立」。1990年代後，美國學界提出的「離岸平衡」也是一種權力平衡戰略。

### 霸權穩定論
霸权稳定论是由美國學者金德伯格所提出，並由國際關係自由制度主義學者基歐漢（Robert Keohane）所推廣。要義是認為，國際秩序必須由大國維持，特別是當中最強的國家，是為「霸權」。但此一霸權與中華人民共和國常指責的霸權主義定義不同。霸權穩定論認為，國際秩序的維持需要成本，包括維持軍事均勢的現狀，國際金融秩序的穩定等等，但多數國家根本無力承擔，也不願承擔這些成本，而必然需要霸權國出面支付此種成本，提供經濟學上的公共財。沒有霸權提供公共物品，政治與經濟秩序必大亂，對多數國家都沒有好處。
霸權穩定論結合了結構現實主義的觀點，後來發展成結構自由主義理論，而且與2000年以後流行的自由干涉主義密切有關。

## 現代各類大國概況
| 標準     | 1      | 2      | 3      | 4          | 5            | 6          | 7      | 8      | 9        | 10         |
| -------- | ------ | ------ | ------ | ---------- | ------------ | ---------- | ------ | ------ | -------- | ---------- |
| 領土面積 | 俄羅斯 | 加拿大 | 中国   | 美国       | 巴西         |            | 印度   | 阿根廷 |          | 阿尔及利亚 |
| 軍費開支 | 美国   | 中国   | 俄羅斯 | 印度       | 沙烏地阿拉伯 | 英国       | 法國   | 德国   | 日本     |            |
| 經濟總量 | 美国   | 中国   | 德国   | 日本       | 印度         | 英国       | 法國   | 義大利 | 加拿大   |            |
| 工業產值 | 中国   | 美国   | 德国   | 日本       | 印度         |            | 墨西哥 | 義大利 | 英国     | 法國       |
| 農業產值 | 中国   | 美国   | 印度   | 巴西       | 俄羅斯       | 印度尼西亞 | 法國   | 阿根廷 | 巴基斯坦 | 德国       |
| 人口數量 | 印度   | 中国   | 美国   | 印度尼西亞 | 巴基斯坦     | 奈及利亞   | 巴西   |        | 俄羅斯   | 墨西哥     |
| 體育     | 美国   | 英国   | 德国   | 法國       | 中国         | 義大利     | 瑞典   |        | 日本     | 加拿大     |

## 各时期的一流大国列表
| 1815                     | c. 1880                  | c. 1900                  | 1919                     | c. 1939                    | 1946                       | c. 2000                    |  |  |
| 奥地利帝国               | 奥匈帝国                 | 奥匈帝国                 |                          |                            |                            |                            |  |  |
| 大不列顛及愛爾蘭聯合王國 | 大不列顛及愛爾蘭聯合王國 | 大不列顛及愛爾蘭聯合王國 | 大不列顛及愛爾蘭聯合王國 | 大不列顛及北愛爾蘭聯合王國 | 大不列顛及北愛爾蘭聯合王國 | 大不列顛及北愛爾蘭聯合王國 |  |  |
| 大清帝国                 |                          |                          |                          |                            | 中华民国                   | 中华人民共和国             |  |  |
| 法蘭西王國               | 法蘭西共和國             | 法蘭西共和國             | 法蘭西共和國             | 法蘭西共和國               | 法蘭西共和國               | 法蘭西共和國               |  |  |
| 普鲁士王国               | 德意志第二帝國           | 德意志第二帝國           |                          | 德意志第三帝国             |                            | 德意志聯邦共和國           |  |  |
|                          | 意大利王国               | 意大利王国               | 意大利王国               | 意大利王国                 |                            |                            |  |  |
|                          |                          | 大日本帝国               | 大日本帝国               | 大日本帝国                 |                            | 日本國                     |  |  |
| 俄羅斯帝國               | 俄羅斯帝國               | 俄羅斯帝國               |                          | 苏联                       | 苏联                       | 俄罗斯联邦                 |  |  |
|                          |                          | 美国                     | 美国                     | 美国                       | 美国                       | 美国                       |  |  |

## 過去、當代及潛在未來大國

### 中國

清朝於嘉慶二十五年（1820年）時的領土，以當時管理的土地及所管治的人民來計算，清朝依舊是大國

自努尔哈赤的繼承者皇太极在盛京（今瀋陽）称帝，定国号为「大清」，當時其領土僅止於中國東北及漠南地區，但已對退守長城以南的明朝造成重大威脅。1644年，大順李自成率军攻陷北京，崇禎帝自裁殉國，明朝灭亡。同年，吳三桂部等原明朝殘餘軍隊為對抗李自成而歸降清軍，由此清軍進入山海关内，在擊敗農民軍後遷都北京，並開始大規模南下。其后的数十年时间内，清朝陆续消灭华北殘餘明朝勢力、李自成的大順军、張獻忠的大西國、南明和明鄭等势力，统一中国全境。歷經康熙、雍正及乾隆三帝，清朝的綜合國力及經濟文化逐步得到恢復和發展，统治着辽阔的領土及藩屬國，史稱康雍乾盛世，是清朝發展的高峰時期，亦是中國专制王朝歷史上最輝煌的時期之一。
到嘉慶帝當政時期，清朝在國土面積以及管治人民數量來計算依舊可稱得上大國，然而除了賜死貪官和珅，並抄收其家產，嘉慶並沒有借此全面整頓政風，加上地方出現賣官以平衡開支的現象，使得貪污腐敗的風氣更加擴大，加重地方人民的負擔。另外還有河道與漕運淤塞的難題。針對乾隆時期過度開銷的弊端，嘉慶帝提倡節儉，縮減朝廷與宗室的開支，把貧窮的旗民送到關外開墾。然而，最後因為朝野強烈的反彈聲浪而妥協。此時八旗兵與綠營軍紀腐敗不可堪用，只能靠地方地主勢力的團練平定亂事，而後期更由此形成湘軍與淮軍等地方軍。當時民亂不斷，有白蓮教的川楚教亂、東南有海盜侵襲，華北又有天理教之亂。道光之後又有太平天國之亂、捻亂以及陝甘回變與雲南回變，再加上鴉片戰爭、英法聯軍之役、甲午戰爭等外患，沉重打擊了清朝統治，截至多條不平等條約簽訂之後，清朝徹底失去大國之位。
中華民國北洋政府時期，有「條約」、「開放」、「停靠」三種口岸共92個地方，其中48處設海關:142-219。在16個條約口岸有「租界地」或「僑民居住地」，列強有「治外法權」、地方行政權與稅權:142-219。如有天津英租界、天津法租界、天津德租界、天津日租界、天津意租界、天津俄租界、天津比租界、天津奧租界、漢口英租界、漢口法租界、漢口日租界、漢口德租界、漢口俄租界、廣州英租界、廣州法租界、上海公共租界、上海法租界、鎮江英租界、九江英租界、重慶日租界、沙市日租界、杭州日租界、蘇州日租界、福州日租界、鼓浪嶼公共租界等:6-22。駐軍方面，1913年北京使館團有2,078人，天津有外國士兵6,219人，山海關沿鐵路線一帶有外國士兵1,253人:142-219。清朝自1911年崩潰之後，新繼承的中華民國完全沒有在清朝的衰落當中恢復過來。嚴格地說，从辛亥革命開始到二次革命、護法運動、北伐戰爭、中原大戰、抗日战争、兩次国共内战，38年中並沒有真正的和平歲月。戰爭和自然災害導致人口大量傷亡跟經濟損失，苏联干涉使外蒙古独立，英国干涉使西藏不受中央政府管轄。面對日本入侵，國民政府初期敗退，失去近半領土的控制權。但國民政府最終與盟軍一同战胜日本，消滅日本建立的各傀儡政權，取回南海诸岛的控制權，以及接管清代割讓予日本的臺灣與澎湖群島。中華民國於第二次世界大战后参与创建联合国，並成為联合国安全理事会5個常任理事國之一，奠定战后中国国际地位的基础。此外，中華民國大陸時期还是中國歷史上一个思想、文化繁榮的时代，在此期間產生的文藝成果及傳播的政治思想均對中國之後的发展產生深遠影響，在這一時期傳入及發展的近代事物亦對中國社會生活產生廣泛影響。

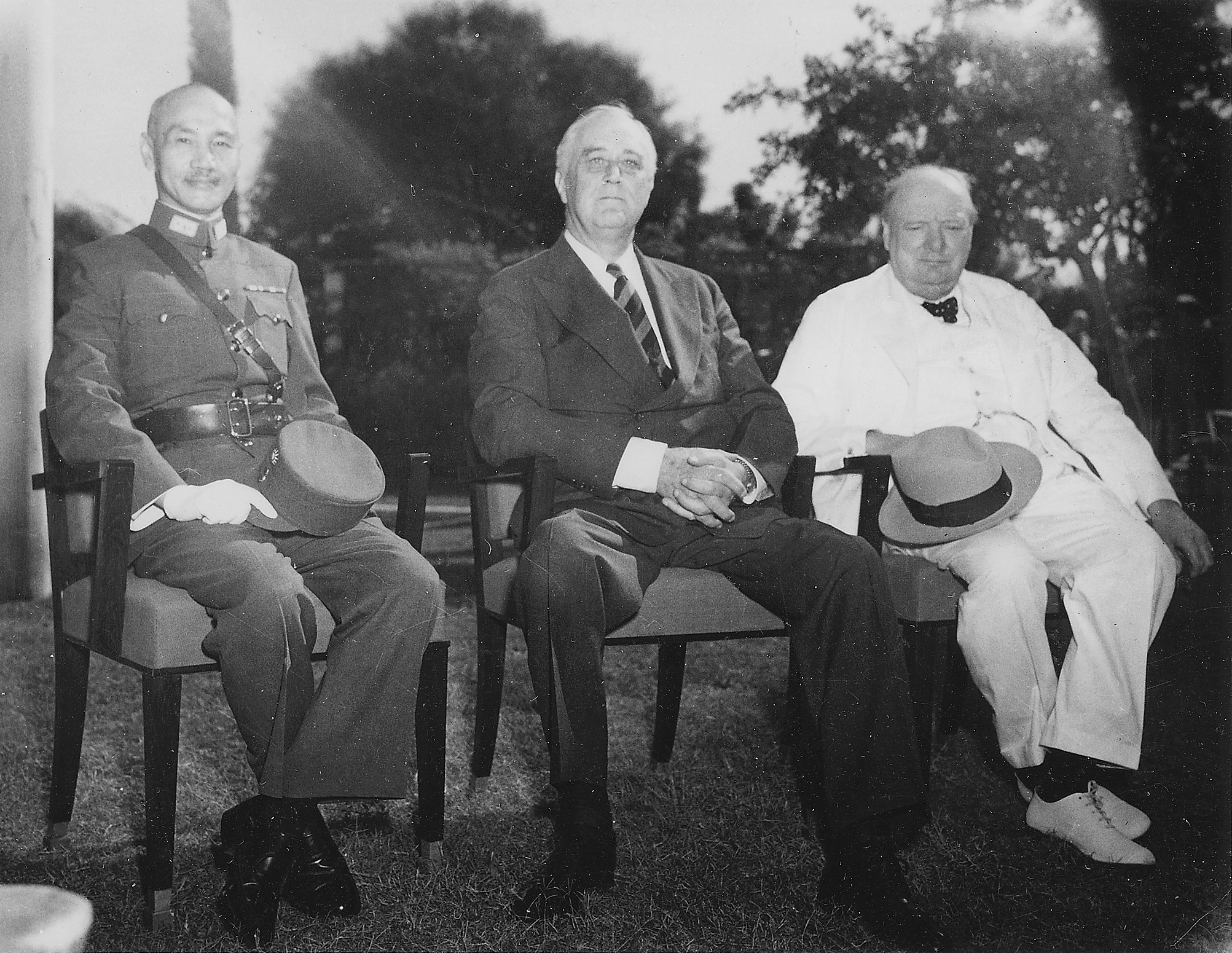
中華民國國民政府軍事委員會委員長蔣中正、美國總統羅斯福、與英國首相丘吉尔在埃及首都开罗，攝於1943年11月25日，而開羅宣言的的公告正式確立了中華民國回歸大國地位的基礎

但另一方面，抗戰期間既已存在的國共摩擦成為国共冲突，至1946年，第二次国共内战全面爆發。但中華民國實施進行的貨幣改革反而不慎引起了恶性通货膨胀。1948年9月至1949年6月，中国共产党领导的中国人民解放军取得三大战役和渡江战役的胜利，佔領首都南京以及全国經濟中心上海。1949年10月1日，中华人民共和国在北京正式成立。中華民國政府於1949年12月7日遷至臺北，1955年大陳島撤退後，徹底喪失大陸地區的統治權，仅統治台澎金马，依靠美国的支持抵禦解放軍攻打臺灣的企圖，自此中華民國也徹底失去了大國地位。

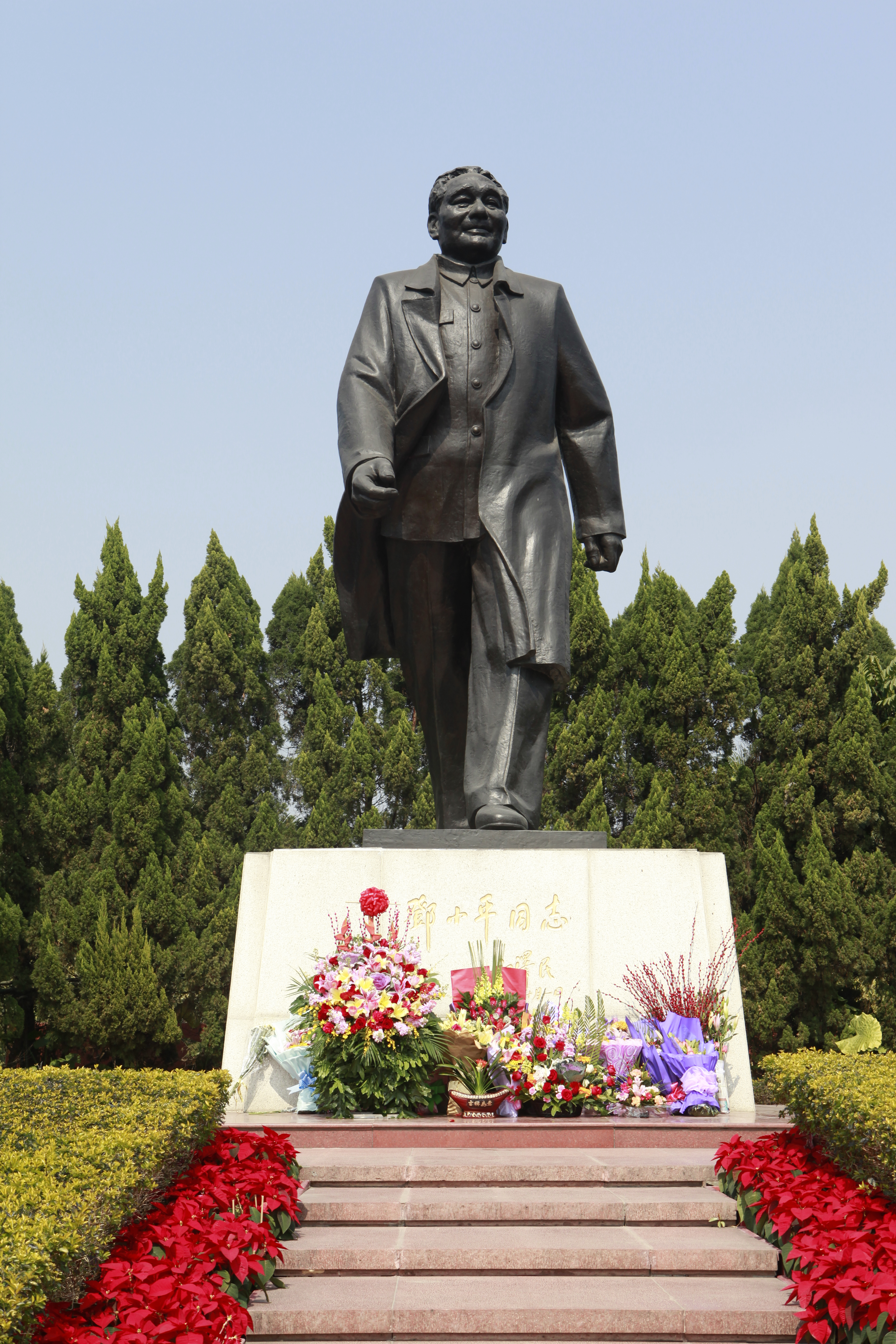
邓小平推行的改革开放使中华人民共和国高速发展

1949年，中国共产党领导的中国人民解放军在内战中取得优势，实际控制了中國大陸，同年10月1日宣布建立中华人民共和国以及中央人民政府，與退守臺灣的中華民國政府形成今日兩岸分治格局。在1950至1970年代歷經了多次政治運動之後，中华人民共和国於1971年在友好國家的支持下，在聯合國取得了原属于中華民國的中國代表權及其联合国安理会常任理事国身份，并陆续加入了部分联合国其他专门机构。其后广泛参与例如国际奥委会、亚太经合组织、二十国集团、世界贸易组织等重要國際組織，并成为了上海合作组织、金砖国家、一带一路、亚洲基础设施投资银行、区域全面经济伙伴关系协定等国际合作组织项目的发起国和创始国。随着中华人民共和国国际影响力的增强，据皮尤研究中心的调查，中华人民共和国已被许多国家、组织视为世界经济的重要支柱與潜在超级大國之一。军事方面，得益於拥有数量占世界1/5的人口、长期保持在7％左右的国内生产总值高速增长率，军费开支排名世界第二，拥有自成体系的军事工业，军事科技水平一流，中华人民共和国也拥有世界上规模最庞大的国防力量（规模在250万人左右）和未明确公布数量的核武器库（通常估计在240-280枚之间）。此外，中华人民共和国已经建成一支蓝水海军的作战力量，拥有两个航空母舰战斗群与自研先進的驱逐舰及战略核潜艇；空军方面，中华人民共和国是世界上第二个入役第五代战斗机的国家，并在相关航空技术领域有着快速发展。中華人民共和国也是世界航天大国，自2010年以来每年航天发射次数均居世界前列，是仅有的三个能独立完成载人航天的国家之一，并拥有月球软着陆与采样返回和火星软着陆等尖端技术。
21世紀以降，中华人民共和国的国际地位愈发重要。其社会主义与资本主义相结合的经济制度极大地促进了国家的经济发展，提高了人民的生活水平。然而，中華人民共和国的人均国内生产总值还属中等发展水平，仅位列世界第65位。同時，中華人民共和国国内现今仍存在深层次的矛盾，包括较大的贫富差距、官员贪腐，而且還面臨老龄化及少子化，再加上男女比例不均、政治人权发展复杂、党国关系难分等问题都可能阻碍中华人民共和国的进一步发展。加上中国对西方世界的自由民主制度和价值观以及对地区和平的威胁，使中华人民共和国受到西方各国的疑虑。

### 印度

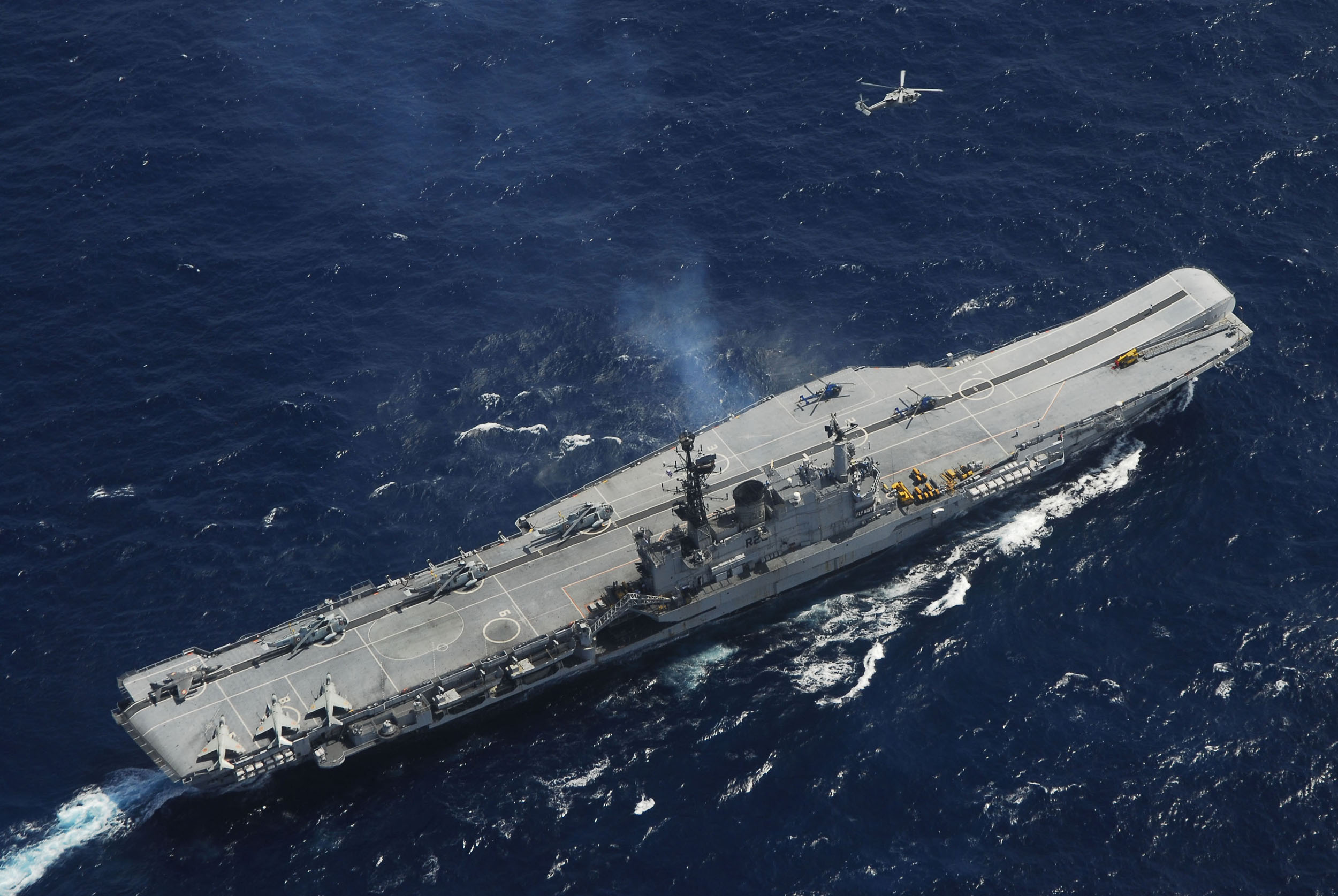
印度是世上少數擁有航空母艦的國家，上圖是印度的維拉特號航空母艦

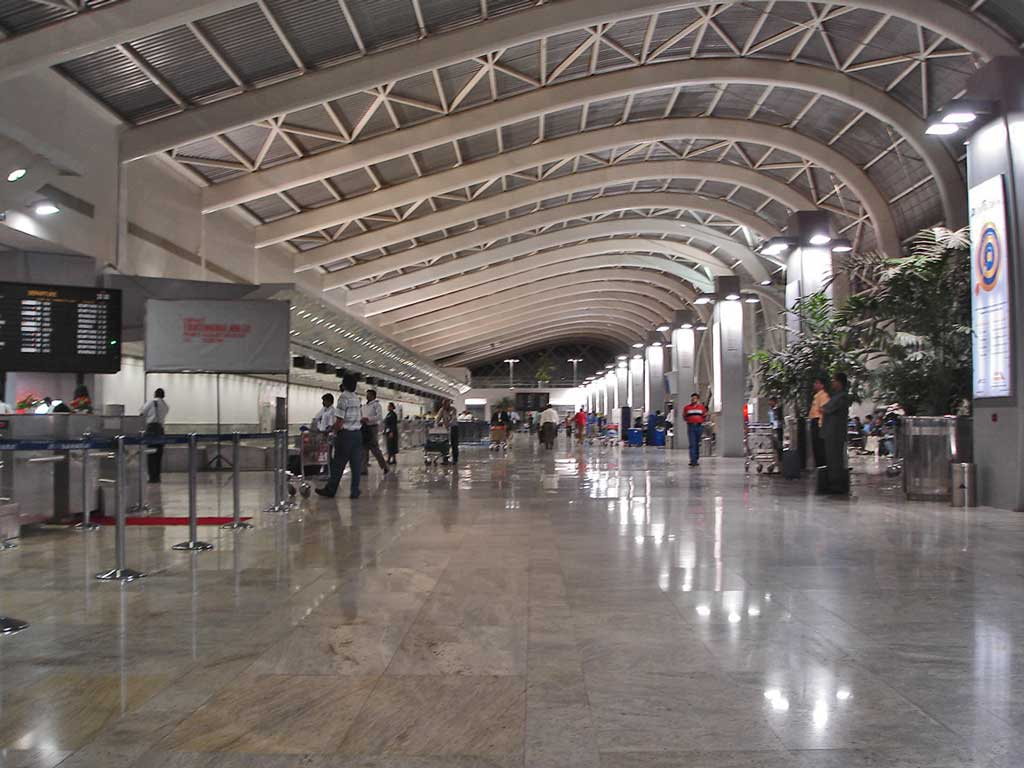
孟买的贾特拉帕蒂·希瓦吉国际机场是印度最繁忙的机场，主要經营货运和国际航班。

印度自1947年從英國獨立後，其第一任總理尼赫魯就一直謀求獨立於蘇、美兩個超級大國的集團之外，而選擇成為發展中國家的代言人。2001年，美國高盛公司首席經濟師吉姆·奧尼爾（Jim O'Neil）首次提出金磚四國的概念，預計中華人民共和國、印度、俄羅斯、巴西四國加在一起，將在2050年位列世界最大經濟體，而印度則在2032年超過日本，成為世界第三大經濟體。另一方面，美國人口普查局亦在2010年5月發表人口報告，預計到了公元2025年，印度人口将會超越中華人民共和国，成為世界最多人口的國家。加上印度本來被稱為「南亞之虎」，是世界上少數擁有核武器的國家，在南亞次大陸擁有不可忽視的影響力，這一切因素使印度一直被視為最有潛力的大國之一。
不過公元1962年發生的中印邊境戰爭，印度的戰敗卻對印度國內帶來很大的震動，間接說明了尼赫魯不結盟運動的構想，既虛幻又不切實際。從此印度一直視中華人民共和國為假想敵，中印兩國開始尋找各自的戰略同盟的可能。對印度來說，它的主要鄰國巴基斯坦既是中華人民共和國的鐵桿盟友，同時也是印度的敵國，而另一個主要鄰國緬甸則跟中華人民共和國關係友好，這令印度感受到自己被中華人民共和國圍堵，其打算在南亞擴大影響力的道路被堵死。印度因而主動靠攏美俄兩國，而美俄兩國亦有牽制中華人民共和國的意思，樂意向印度出售高科技武器，以制衡中華人民共和國。
由於印度在淪為殖民地的過程中，英國的東印度公司扮演了重要的角色，使印度政府對引入外資深具戒心，因此政府對私人經濟活動，外貿，外國資本直接投資作出嚴格規管，結果導致印度經濟發展步伐緩慢，嚴重滯後，國內教派衝突頻仍，這種現象一直持續到1990年代。1990年代，印度領導人逐漸意識到印度經濟的落後，開始進行市場化改革，並取得初步成效，印度經濟慢慢步入快車道，然而受制於義務教育和高等教育的瓶頸，印度的產業工人和工業發展緩慢，強大的工會和嚴格的勞工法也限制了外來投資。
此外，印度的發展也面臨其他重大挑戰，包括國內嚴重的人口過剩、環境惡化、大量的貧窮人口以及國內種族及宗教衝突。但無論如何，印度的經濟在二十一世紀初的十年間，經濟增長強勁，每年達百分之7%到8%，最高达9%，其經濟規模已經比以前大幅擴大。但由于2019冠状病毒病疫情，该国经济在2020年4到6月份暴跌23.9%。成为目前主要经济体中缩水最为严重的两个国家之一。另外，根据彭博社文章指出，该国2020年人均GDP将会下降10.5%至1877美元，低于同时期孟加拉国1988美元的预测，给印度经济是否能够持续高速发展打上了一个问号。

### 奥斯曼帝国/土耳其
自第一次世界大戰後，鄂圖曼帝國正式瓦解，而且根據凡爾賽條約，協約國可以侵佔土耳其的大片土地和長期在那裏駐軍。但在1923年由土耳其國父穆斯塔法·凱末爾·阿塔圖克率領的土耳其獨立軍，擊退了英國、法國和希臘的軍隊，並且奪回了大片被佔領的土地。而他隨後當選為共和國第一任總統，並宣布成立土耳其共和國。
凱末爾推翻了源自穆罕默德後人的哈里發制度，並將奧斯曼王室成員全部驅逐出境，並進行政治改革，他廢除了歷史悠久的伊斯蘭教長制、撤消沙里亞（Seriat）部、停辦獨立的宗教學校和經院、關閉宗教法庭（特別沙里亞法庭）以及廢除被奉為神聖法典的沙里亞法、制訂和採用依據西歐國家法律為摹本的新民法等等，並在軍事上進行改革，包括從納粹德國和美國引進先進的戰鬥機和坦克，從而為土耳其現代化和重新振作典下了基礎。
由於土耳其在第二次世界大戰中保持中立，所以土耳其得以在不受此事的影響的情況下繼續穩定發展。戰後，土耳其的經濟和軍事都急促發展。1952年，土耳其加入北大西洋公約組織，不但武裝加入希臘內戰，幫助希臘政府打擊共產黨，並參與韓戰，協助美國打擊共產主義和牽制蘇聯在地中海的擴張。1974年，土耳其出兵塞浦路斯，但在塞浦路斯軍民和駐當地英軍的抗擊下被迫停止，只保留塞浦路斯北方給土耳其，並建立了北塞浦路斯土耳其共和國。
時至今天，土耳其仍在中东维持其的影响力。2008年，它以打擊库尔德工人党為由，出兵伊拉克北部，參與伊拉克戰爭。

1914年的奧匈帝國

### 奧地利/奧匈帝國
奥匈帝国是由奥地利及匈牙利組成，但第一次世界大戰的结束，也意味著奥匈帝國最終無法避免解體的命運。对戰勝國来说，按照美國總統伍德鲁·威尔逊宣布的十四点计划，奥匈帝国被分裂为许多民族國家是必然的事。值得注意的是，徹底肢解奥匈帝国并非协约国的最初目的，这个建议一直到战争后期才获得支持。因為當初有不少人认为奥匈帝国的分裂，不但無助解决当地的民族问题，反而只會令該地区局勢更不稳定。
1918年10月28日捷克斯洛伐克首先宣布独立，匈牙利其次。特兰西瓦尼亚大多数地区加入罗马尼亚，其中还包括了很多匈牙利少数民族。南部的斯拉夫地区联合组成了后来的南斯拉夫。奥地利及匈牙利成為歐洲小國，哈布斯堡王室成員被永久驱逐。

### 葡萄牙帝国

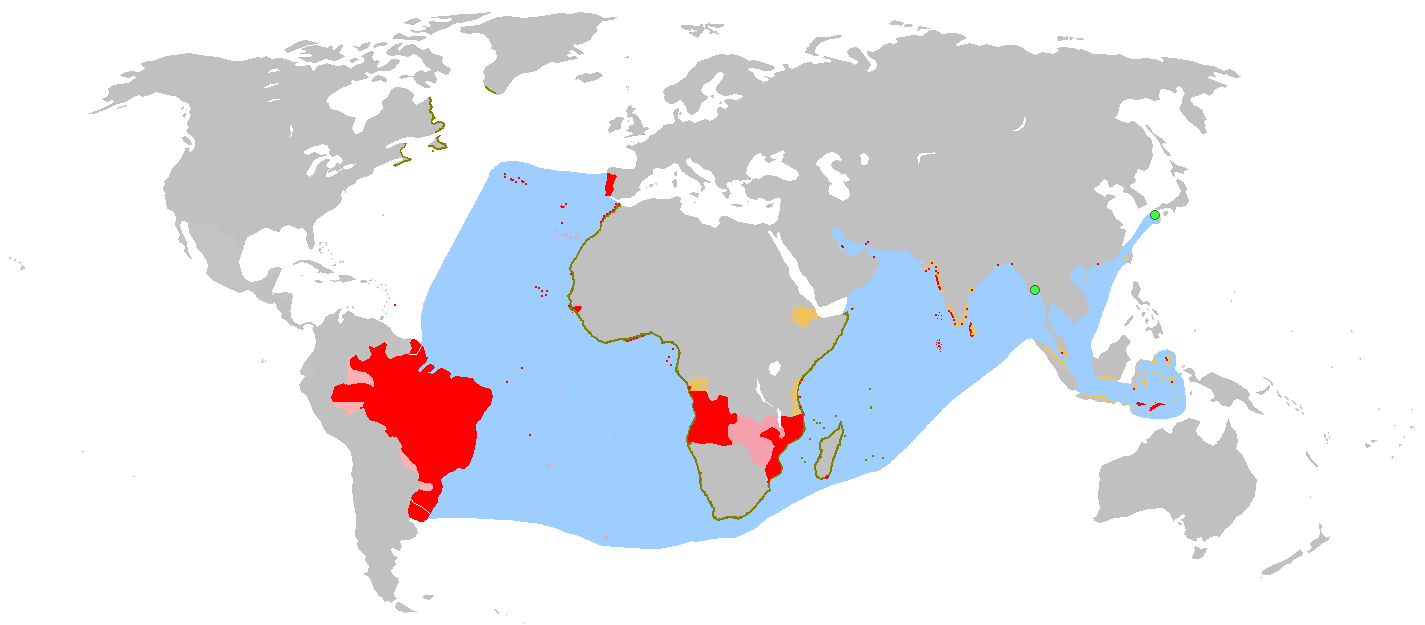
葡萄牙帝國殖民地分佈

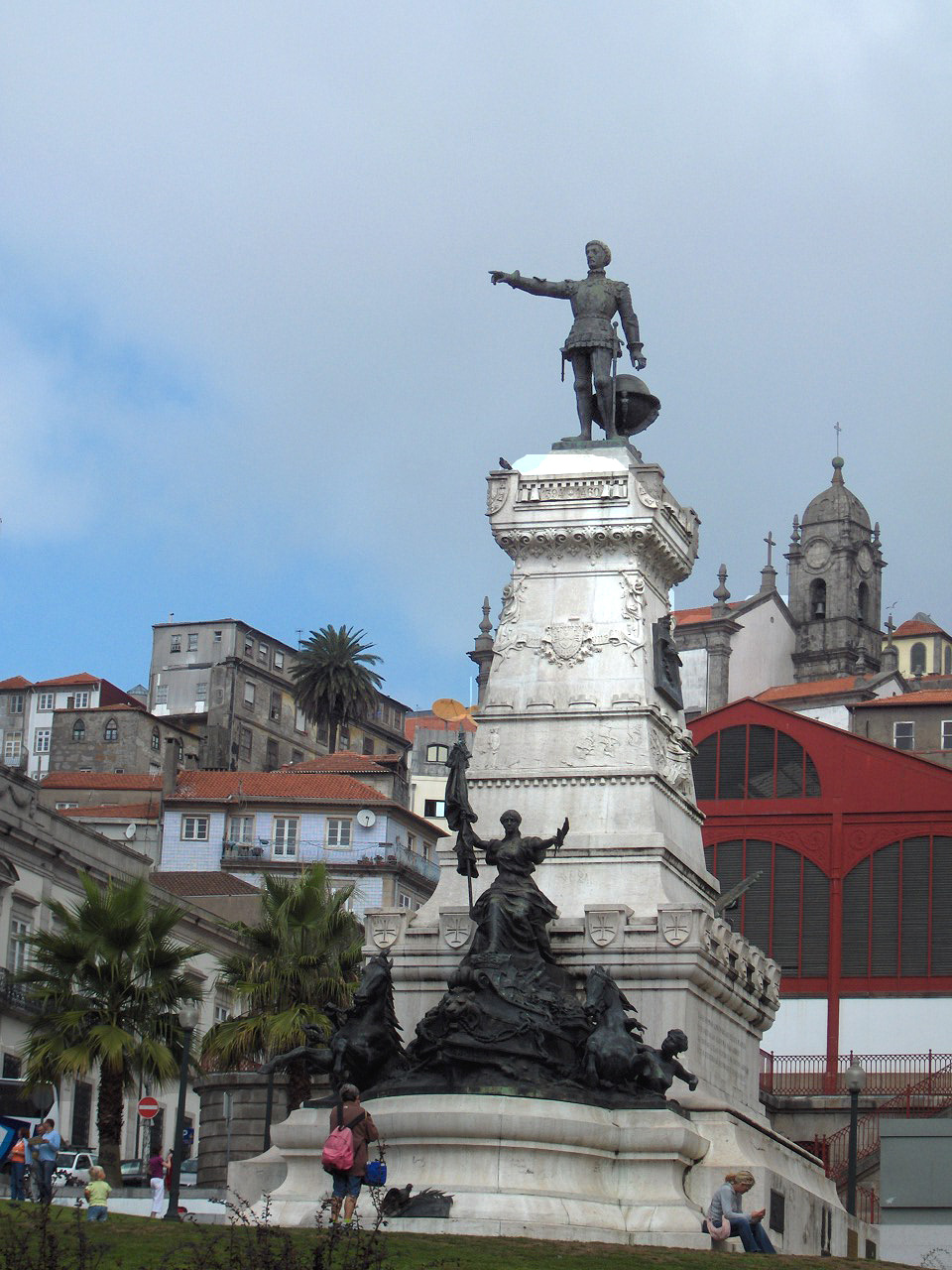
開設葡萄牙首間航海學校的恩里克王子，此航海學校為葡萄牙成為殖民帝國打好基礎

自進入地理大發現時代，葡萄牙政府大力支持下，興建航海學校。因而出現多位著名航海家，發現並佔領多個殖民地，成為最早期的殖民帝國。16世紀進入帝國最鼎盛的時期，但後來被鄰國西班牙呑併。在1640年重新獨立，但國力大退，難以與英國、荷蘭、法國等新興的殖民帝國爭霸，但依舊保留了「老牌殖民國家」的身份。
葡萄牙在亞洲殖民爭奪中失去優勢，只留下東帝汶及澳門兩地。葡萄牙為了重奪霸權，努力發展。但在1755年里斯本大地震中首都里斯本被重創，粉碎了葡萄牙的野心，後集中發展葡屬巴西。甚至在拿破侖戰爭中葡萄牙皇室被迫遷移到巴西，令巴西發展到與宗主國葡萄牙同級的地位。巴西人提出獨立的請求，葡萄牙與巴西爆發戰爭。後來巴西戰勝獨立，建立巴西帝國，葡萄牙失去南美洲及亞洲的殖民地，國力進一步下降。
後來葡萄牙加入對非洲的殖民爭奪，領土包括葡屬佛得角、葡屬聖多美普林西比、葡屬幾內亞比紹、葡屬安哥拉和葡屬莫桑比克。二戰後發生非殖民化，葡萄牙與其他「老牌殖民國家」一樣，努力對抗當地的分離主義份子。但在1974年的康乃馨革命後，葡萄牙政府決定協助殖民地獨立，東帝汶随后即宣布獨立（但不久後被印尼吞併，最終于2002年脫離印尼恢复獨立）。1999年12月20日，澳門主权移交至中華人民共和國，葡萄牙「老牌殖民國家」的身份就此完全結束。

### 西班牙帝国
西班牙帝国是世界上第一批全球帝国之一，也是第一个被冠以「日不落帝国」称号的国家。

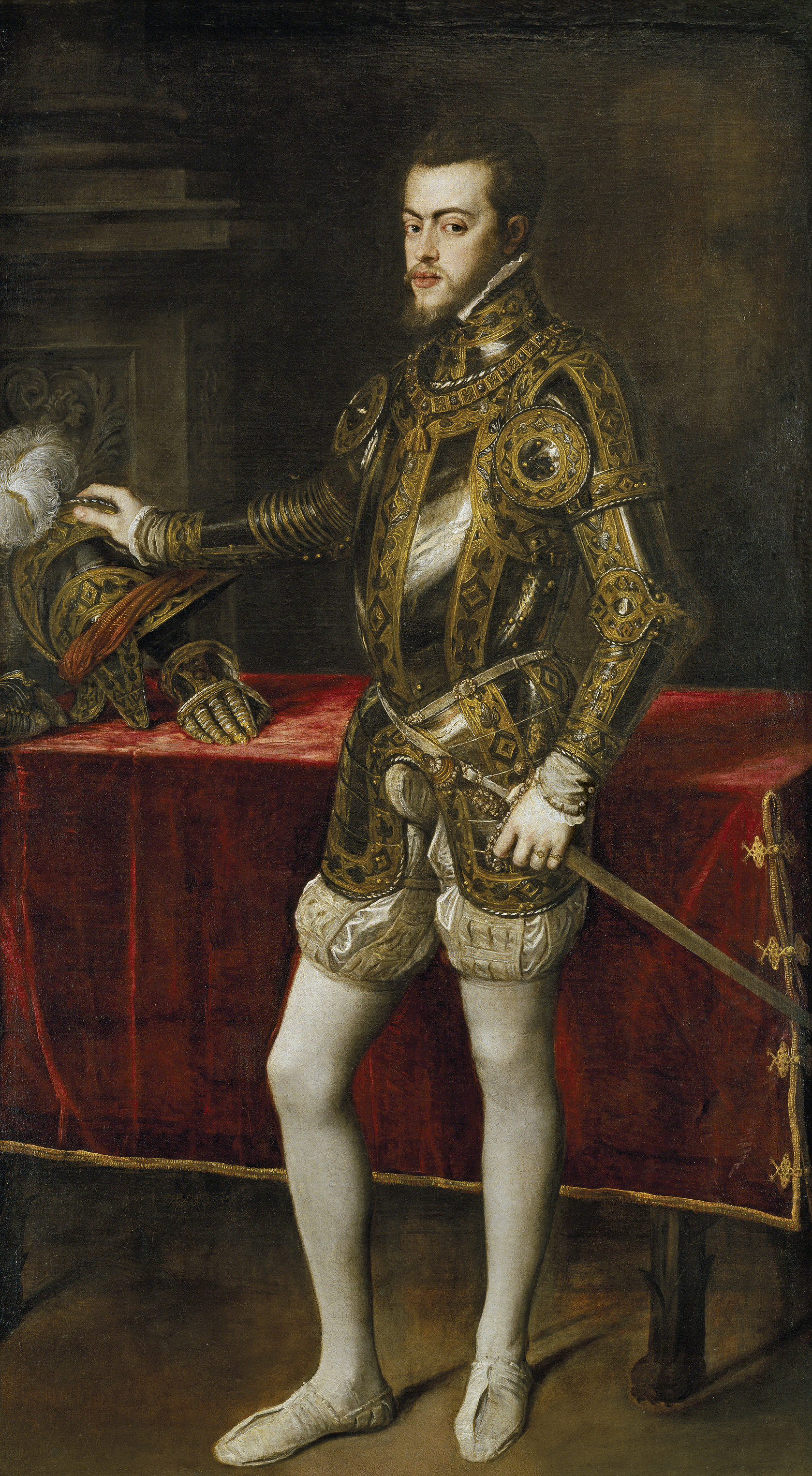
腓力二世时期是西班牙帝国的极盛期

15世纪末，收复失地运动成功后，西班牙统一，迅速走向海外扩张道路。16世纪中，西班牙和葡萄牙是地理大发现和殖民扩张的先驱，并在各大海洋开拓贸易路线，使得贸易繁荣，西班牙横跨大西洋到美洲，从墨西哥横跨太平洋，经菲律宾到东亚。西班牙征服者推翻了阿兹特克、印加和玛雅文明，并对南北美洲大片领土宣称拥有主权。西班牙王室与欧洲各王室联姻，取得了大片领地的继承权。卡洛斯一世时期，西班牙王位和神圣罗马帝国皇位合二为一，使西班牙在欧洲的影响力迅速提高。卡洛斯一世更打败或阻擋最强大的敌人法国和奥斯曼帝国，西班牙遂开始称霸欧洲。這表現在1525年俘虜法王的帕維亞之戰、1527年擒獲教宗的羅馬之劫，確立西班牙在西歐與南歐的霸權地位。
16世纪中期开始，西班牙哈布斯堡王朝利用美洲采矿所得的金银取得更多军费，以应付在欧洲和北非的长期战争。腓力二世时期，虽然西班牙与神圣罗马帝国分治，但哈布斯堡王室的力量并没有削弱，反而于公元1580年兼并葡萄牙帝国（于公元1640年失去），并获得了后者广阔的殖民地，把半个尼德兰、半个亚平宁半岛、整个伊比利亚半岛和几乎整个中、南美洲归为己有，还包括亚洲的菲律宾群岛，甚至还一度包括北臺灣。自此，西班牙一直维持著世上最大的帝国（见图1）。16世纪至17世纪的西班牙正处于黄金时期，是欧洲无可争议的霸主，缔造了被后世称为「西班牙治下的和平」时代。1800年的的西班牙帝国拥有16,300,000平方千米土地.
西班牙帝国的海軍優勢在八十年戰爭中的泊地海戰後開始失去，其海上霸权逐渐被荷兰所取代，但其仍不失为欧洲最强大的国家。但三十年战争和其接續的法西戰爭後，西班牙陸軍被法軍超越，並一蹶不振，虽然保住了美洲殖民地，但它从此在欧洲政治舞台上不再唱主角，其不再成为一流大国。西班牙王位继承战争和半岛战争使这个老态的帝国雪上加霜，之后其美洲殖民地纷纷独立。美西战争更给西班牙致命一击，至此昔日的「日不落帝国」已经日薄西山。

### 荷蘭帝国

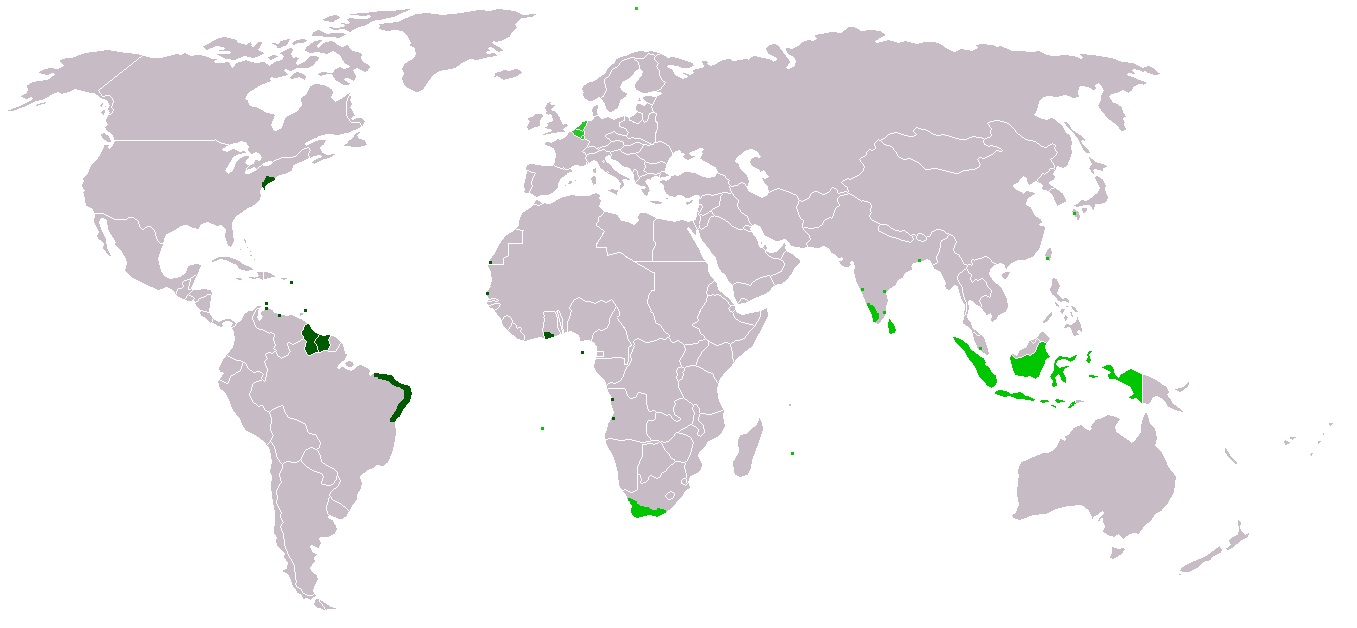
荷兰殖民地，浅绿色是荷兰东印度公司殖民领域，深绿色是荷兰西印度公司殖民领域

從16世紀後期到17世紀下半葉，荷蘭憑藉著航海技術和對外貿易，向外爭奪殖民地，建立起荷蘭帝國。此時期被稱為「荷蘭黃金時代」，無論貿易、科學與藝術等方面也是荷蘭在世界上領先。但荷蘭在後來的法荷戰爭中戰敗，海權和陸權皆落入法國之手。荷蘭帝國實力大降，主要剩下荷蘭東印度公司的荷屬東印度（今印度尼西亞）等殖民領域。在二戰結束後，連荷屬東印度也獨立，只留下阿魯巴和荷屬安的列斯由荷蘭統治。

### 法兰西帝国/法國

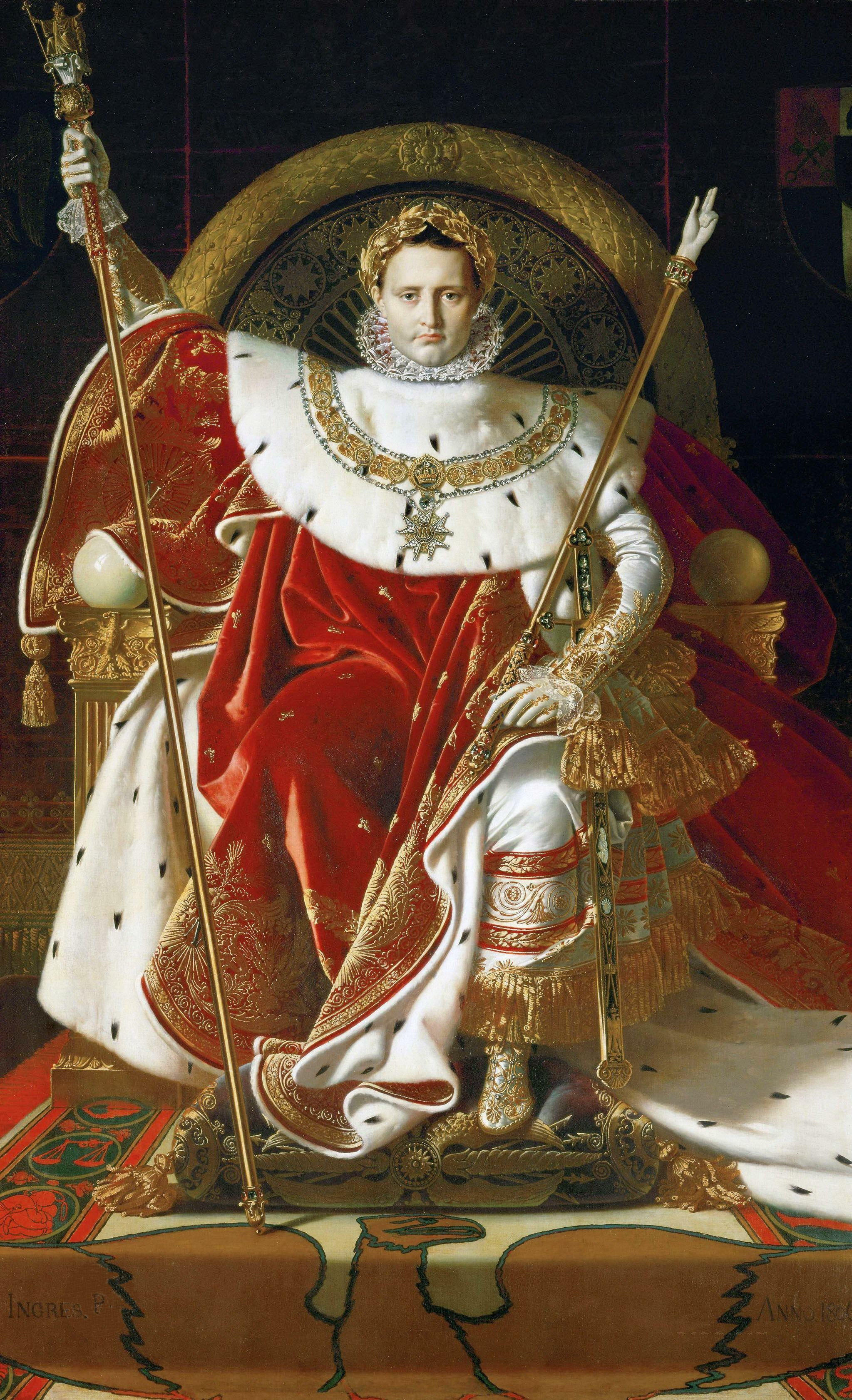
在拿破崙·波拿巴的統治下，法國幾乎將大部份的歐洲（除英國）都落入同一統治之下，這個功績是自羅馬帝國以來首次。

自西羅馬帝國皇帝被蠻族首領奧多亞克廢黜後，標誌著西羅馬帝國的滅亡。法蘭克王國隨即取代陷入四分五裂的意大利半島，成為歐洲的主角。不過受日耳曼人的傳統影響，往往王國父親死後，他的兒子們會各自分到自己的領地，這樣便使原先的法蘭克王國一分之三，其中兩部分成為現代法國、德國的雛形。
自法蘭西公爵及巴黎伯爵雨格·卡佩 （Hughes Capet）在公元987年建立了卡佩王朝 （Capétiens）後，雖然直接控制的疆土僅限於塞納河中游及毗鄰地區，但歷任國王都一直為中央集權而努力，其中以腓力二世的工作做得最好，他在布汶戰役中擊敗了英國約翰和神聖羅馬帝國皇帝奧托四世的同盟軍，具有重大的歷史意義，因為它不僅是羅馬帝國滅亡以來，西歐發生的第一場傷亡重大的戰役，而且還標誌着法蘭西取代德意志，成為歐洲大陸上最主要的國家。德國在以後的歷史中不斷衰弱、分裂，而法國則經歷過與英國交戰足足116年的百年戰爭後，逐漸建立起中央集權和君主專制的政體。
十七世紀牽涉多個歐洲國家的三十年戰爭中，在紅衣主教黎塞留的策划下，法國成為最大的贏家，從而取代西班牙帝國，成為歐洲的頭號強國。
不過在公元1756年，法國捲入七年戰爭，戰爭結束的時候，法國國力大衰，並喪失了大部分海外殖民地，雖然法國仍然擁有密西西比河西面的紐奧良和瓜德羅普島，但卻標誌著法國從此失去了新大陸。
公元1789年，法國的君主專制制度因法國大革命的緣故，走到了盡頭，而法國國內處決波旁王室成員的舉動，則引起歐洲各國王室的強烈恐懼，企圖扼殺新生的法蘭西共和政權。在英國居中聯絡下，歐洲各國組建多次反法同盟，惜最終都敗於天才統帥拿破崙之手。拿破崙更借多次軍事勝利的威望，在1803年稱帝，並隨之透過一連串的戰爭使大部份的歐洲（除英國）都落入同一統治之下，這個功績是自羅馬帝國（查理曼亦幾乎做到）以來首次。
到拿破崙失敗之時，法國在海外的殖民地幾乎丟盡，但是自1830年之後，法國重整旗鼓第二次開拓殖民地，在非洲及印度支那，確立了法國殖民勢力，並於1869年挖通蘇伊士運河。雖然法國在克里米亞戰爭的勝利重塑了其在歐洲的一流大國地位，但公元1871年法國在普法戰爭的慘敗，不但簽下苛刻的法蘭克福條約，而且重創了法國的國際地位，普魯士隨之統一了德國，成為首屈一指的歐洲大陸霸權。
為了重奪歐洲大陸的霸主地位，法國再次興起在海外擴張殖民地的政策，在北非開始擴大影響力，先後把突尼西亞、利比亞一帶建立勢力範圍。而在中非，法國逐漸把茅利塔尼亞、塞內加爾、幾內亞、馬里、科特迪瓦、貝南、尼日爾、查德、中非共和國及剛果共和國等地納入自己的控制下，以及吉布提一帶東非的狹長海岸，這一切舉動都是為了積蓄實力，報復德國人在普法戰爭對法國施加的羞辱。

法蘭西殖民地分佈圖
綠色為第一殖民帝國的殖民範圍；深藍色為第二殖民帝國的殖民範圍。
※註：兩者並非自始重疊，各有增減的部份。

經歷過兩次世界大戰的法國雖然都是戰勝國，但兩次大戰卻導致了法軍的重大傷亡和裝備的巨大損失，無法掩飾法國國力衰退的事實，而隨後「非殖民地化運動」的興起，亦使法國各殖民地紛紛走上獨立建國之路。雖然法國試圖繼續維持殖民地的統治，但各地反抗力量已非法國所能對付，如越南在胡志明的領導下經過9年奮戰，最終擺脫法國的統治，建立越南社會主義共和國；而北非的阿爾及利亞在經過8年的反抗後取得獨立。此外，其他受到非殖民地化運動影響的法屬非洲，也有很多殖民地走向獨立。
儘管直至現代，法國的海外屬地只剩下南美洲的法属圭亞那以及位於加勒比海、南太平洋、印度洋南部的一些島嶼，但它仍是世界上具有全方面影響力的大國之一。
在軍事上，相較於其它美國在歐洲的盟友，法國的軍工科研及國防體系完全獨立，且是少數擁有核武器的國家的同時也擁有世界上除美國外唯一一艘核動力航空母艦戴高乐号航空母舰。
法國同時是歐洲聯盟的創始成員國之一以及該聯盟的重要成員國，而英法德三國都被視為歐盟的經濟火車頭。

### 大英帝國/英國

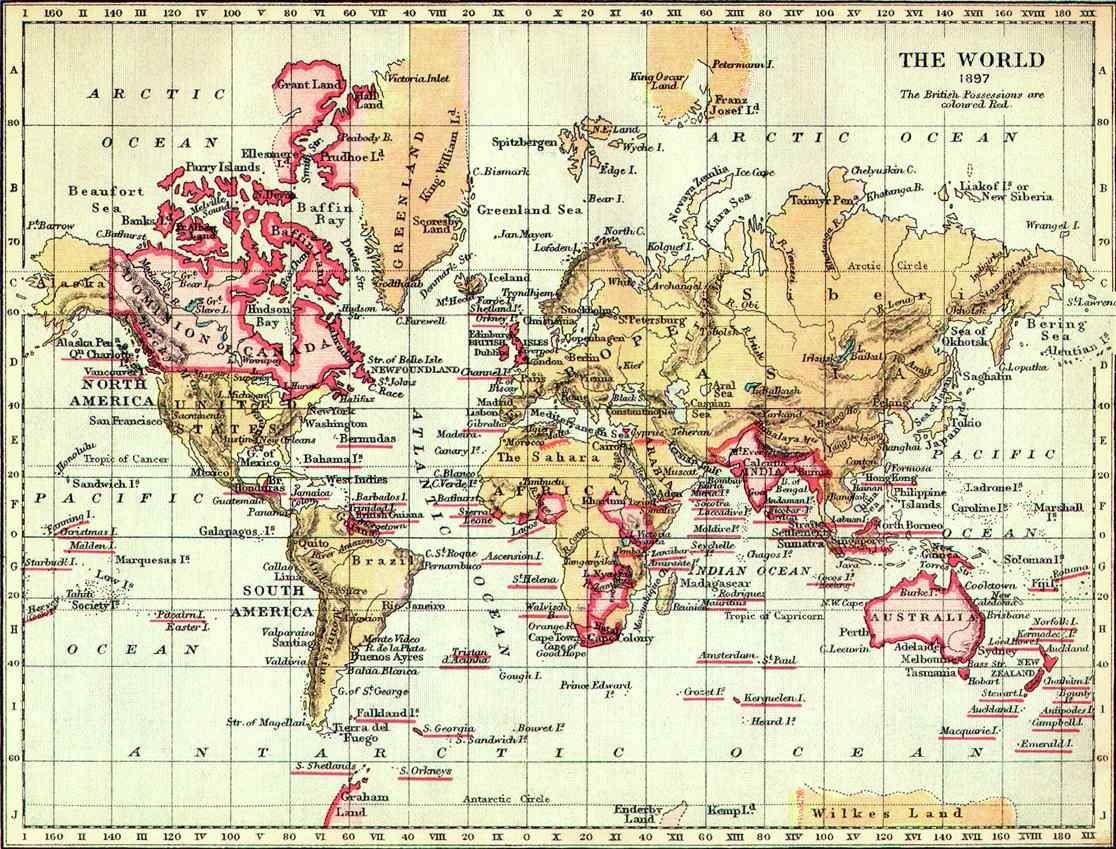
1897年的大英帝国版图，大英帝国的领土在地图上用红色标出。

自西班牙王位继承战争后，英国逐渐成为海上新兴的霸权国家，开始不断扩张海外殖民地。之后，英国联合盟国在七年战争中打败最强劲的对手法国，夺取了两国的大片殖民地，确立了海上霸权。公元1815年，英国在滑鐵盧戰役擊敗法皇拿破崙後，又进一步巩固了它的国际政治军事强权地位，工业革命更让英国成为无可争辩的经济强权。
维多利亚时代的大英帝国步入了全盛时期，在1921年，全世界大约4-5亿人——也就是当时全球人口的约四分之一——都是大英帝国的子民，其领土面积则有约3,700万平方公里，是世界陆地总面积的24.75%，从英伦三岛蔓延到香港、冈比亚、纽芬兰、加拿大、新西兰、澳大利亚、马来亚、缅甸、印度、斯里兰卡、乌干达、肯尼亚、南非、尼日利亚、马耳他、新加坡以及无数岛屿，地球上的24个时区均有大英帝国的领土。英国霸权领导下的国际秩序被称为“不列颠治下的和平（Pax Britannia）”。英国出版的大英帝国全球地图通常用红色把帝国的领土标出，可以清楚了解到这个庞大的帝国在全球的影响力。

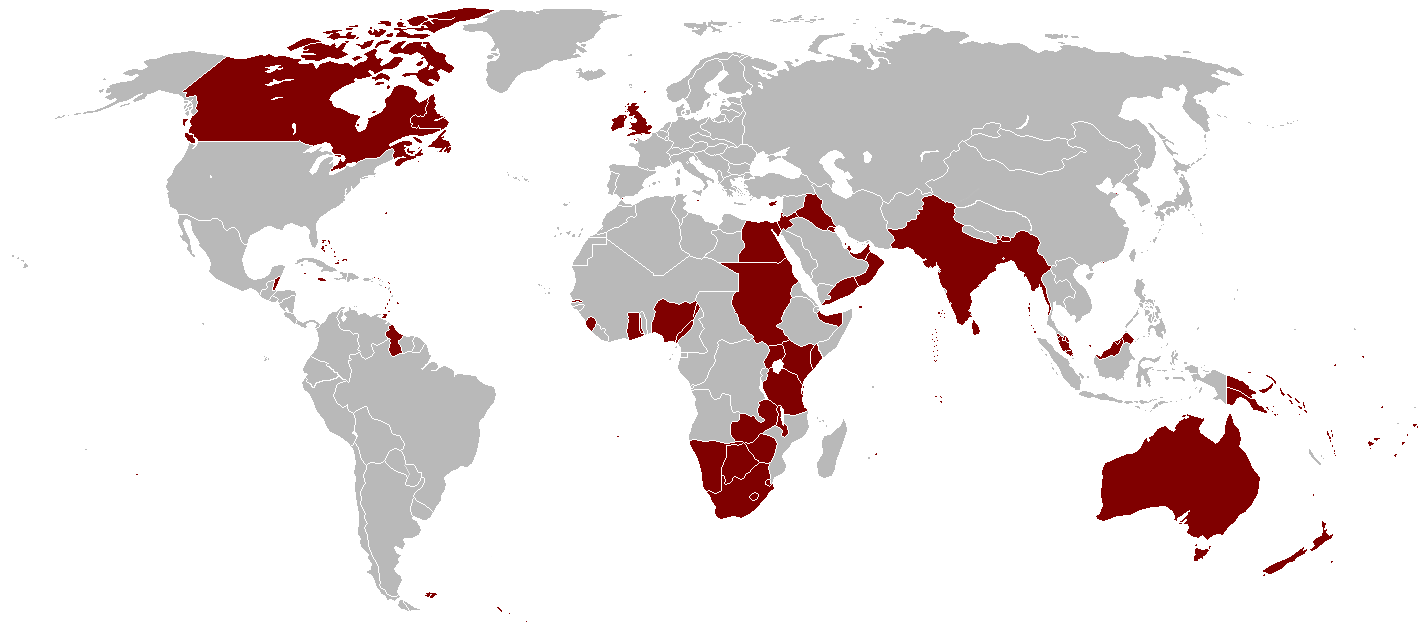
1921年鼎盛时期的大英帝国版图

然而对帝国的扩张也有批评的声音。19世纪的政治家索爾斯伯利勳爵在公元1861年抱怨英国每年支出150万英镑保卫殖民地，“仅仅滋养了一大堆军事驻地的和一种‘日不落帝国’的自满情绪。一家斯里兰卡的新闻报纸引用了科尔文·R·德·西尔瓦所做出的著名回答：“那是因为上帝不信任黑暗中的英国人。
可是到了20世纪中叶，尤其是第二次世界大战结束後，随着全球民族主义运动的兴起和英国国力的日渐式微，其殖民地纷纷独立，与此同时，新兴霸权国家美国的崛起，也促使大英帝国逐渐瓦解。
事實上，英國並非沒有作出挽救其大國地位的努力，例如在聯合國成立前，就已經強烈支持法國成為聯合國常任理事國，並在德國投降後，支持法國在法軍佔領的德國領土上成立法佔區，以拉攏法國，企圖減低蘇聯及美國要求歐洲放棄殖民地的壓力，但蘇伊士運河戰爭的爆發，英法兩國在美國壓力下，被迫放棄蘇伊士運河的控制權，這標誌著英國徹底失去大國地位，而1962年的英美拿騷協定，協議表明美國可以通過北約組織使用英國的核打擊力量，使英國的核力量從屬美國的核力量。只有在英國的最高利益受到嚴重威脅時，英國才被允許動用自己的核力量，這表示英國因這協定，由美國平起平坐的盟友，徹底變成美國的附庸。
如今，英国和它的大部分前殖民地国家组成了一个国际组织——英联邦以取代大英帝国。但是与大英帝国不同的是，英国再也无法在政治、外交和经济等各个方面直接影响英联邦的其他成员了。不過，儘管直至現在英國的海外領土只剩下在加勒比海、大西洋、印度洋和太平洋的一些島嶼，英國至今仍為世界上具有影響力的大國之一，是一個在世界範圍內有影響力的大國，在政治、外交、軍事及經濟上均有舉足輕重的地位，并且是少數擁有核武器的國家之一。它曾经也是歐洲聯盟的重要成員國，但於2020年1月31日退出歐洲聯盟。

### 蘇聯/俄羅斯
俄國最晚在維也納會議被認為是歐洲列強的一員，因此也是世界大國之一。這一事實主要是由於俄國成功抵禦了另一個古老大國——法國1812年的大舉入侵。前此俄國在17世紀從遠東獲得廣袤領土，直到太平洋濱與白令海峽，一度擁有阿拉斯加。法俄戰爭後俄國陸軍規模增大，在波羅的海、黑海具有一定數量的海軍，成為名副其實的老牌一流大國。到1908年，俄國軍事支出世界第二，僅次於德國。
但此時俄國也陷入嚴重的內部問題，在一戰中沙皇政府在1917年被推翻，與德國單獨協議停戰，緊接的十月革命又使俄國陷入內戰與國際封鎖，一度破敗至極的經濟到列寧推行「新經濟政策」才稍獲復甦。而斯大林在列寧逝世後，剷除了支持托洛斯基的派系，拋棄了民生穩定但進展緩慢的新經濟政策。面對日益強大的東鄰日本與西鄰德國，斯大林以鐵腕推行嚴格的計劃經濟體制，完全以重工業、軍事工業為發展重點，到西方經濟大恐慌後期，蘇聯又重新成為世界軍事與工業的列強。1922年蘇聯正式成立，此後將歐俄與中亞地區的非俄羅斯民族區域以「加盟共和國」方式納入蘇聯，1940年又吸收了波羅地海三小國，蘇聯形成了由十五個加盟共和國組建的體制。斯大林還擴充了列寧成立的共產國際的組織，使共產主義理念和蘇聯影響力在西方殖民體系中大幅上升。

華沙条約集團曾是苏联/俄國勢力範圍的直接代表

與美國相同，蘇聯的超強地位由二戰的結局確認。蘇聯紅軍與平民二戰喪生人數共達兩千萬，軍人陣亡890萬，長達三年在東線單獨面對德國的攻勢，而在反攻中把影響力帶到東歐、南歐。德國投降後，蘇聯在太平洋戰爭末期加入對日作戰，對中國共產黨日後內戰的勝利，以及中南半島、朝鮮半島共產主義的擴張有關鍵影響。蘇聯由是成為政治、軍事、意識型態上的世界領導級一流大國，與資本主義自由經濟領導者美國分庭抗禮。
蘇聯軍工力量在1957年首先發射人造衛星史潑尼克一號時達到頂峰，顯示其具有投射洲際彈道飛彈的實力，一度使美國大為緊張。但1962年古巴飛彈危機顯示了蘇聯國力與意志的弱點。北越于越战中取得勝利與1979年入侵阿富汗一度使人們認為蘇聯全球影響高漲，但在美國總統雷根的積極對抗政策下，蘇聯计划經濟體制的困境完全暴露，其對加盟共和國、東歐民族主義風潮的掌握也越發式微。經濟危機與民族分離運動終於使蘇聯體制在1991年瓦解，許多前加盟國和華約成員紛紛改加入歐盟與北約。蘇聯遂完全退出兩極超強的地位並從歷史消失。
俄羅斯作為蘇聯的最大繼承國，並未能擺脫經濟危機、民族分離主義運動、中亞伊斯蘭恐怖主義組織襲擊等的困擾。但俄羅斯龐大的核武庫，豐富的自然資源（尤其是石油與天然氣）支持了其活躍而強勢的外交政策，使其仍是具有全球影響力的世界性大國。

### 美國
美國獨立之初並無意成為世界一流大國。其開國先賢且警告後人，切莫陷入歐洲「舊大陸」的權力遊戲中。到1860年前後，美國陷入內戰，戰後工商業一度受到重創，其生產力與軍力皆遠不如西歐殖民帝國。但從美國內戰以後起，由於政治趨於穩定，國土與資源快速擴張，加上來自歐陸的優秀移民增添了廉價优質的勞動力，使得美國迅速強大起來。十九世紀末葉，橫跨東西兩岸的鐵路已經完成，多項工業發明（如電報、電話等）誕生，美國本土的資源已具備全面整合動員生產的條件，為第二次工業革命做好了準備。
到了1890年，美國工業生產力已經逼近世界首強英國，在外交上也勇於向歐陸帝國挑戰。美西戰爭擊敗西班牙後，美國取得菲律賓、夏威夷、關島，成為跨太平洋的大國。美國對華提出門戶開放政策並協調日俄戰爭，要求歐洲列強不得獨佔中國市場，即是美國世界性大國政策的重要標誌。

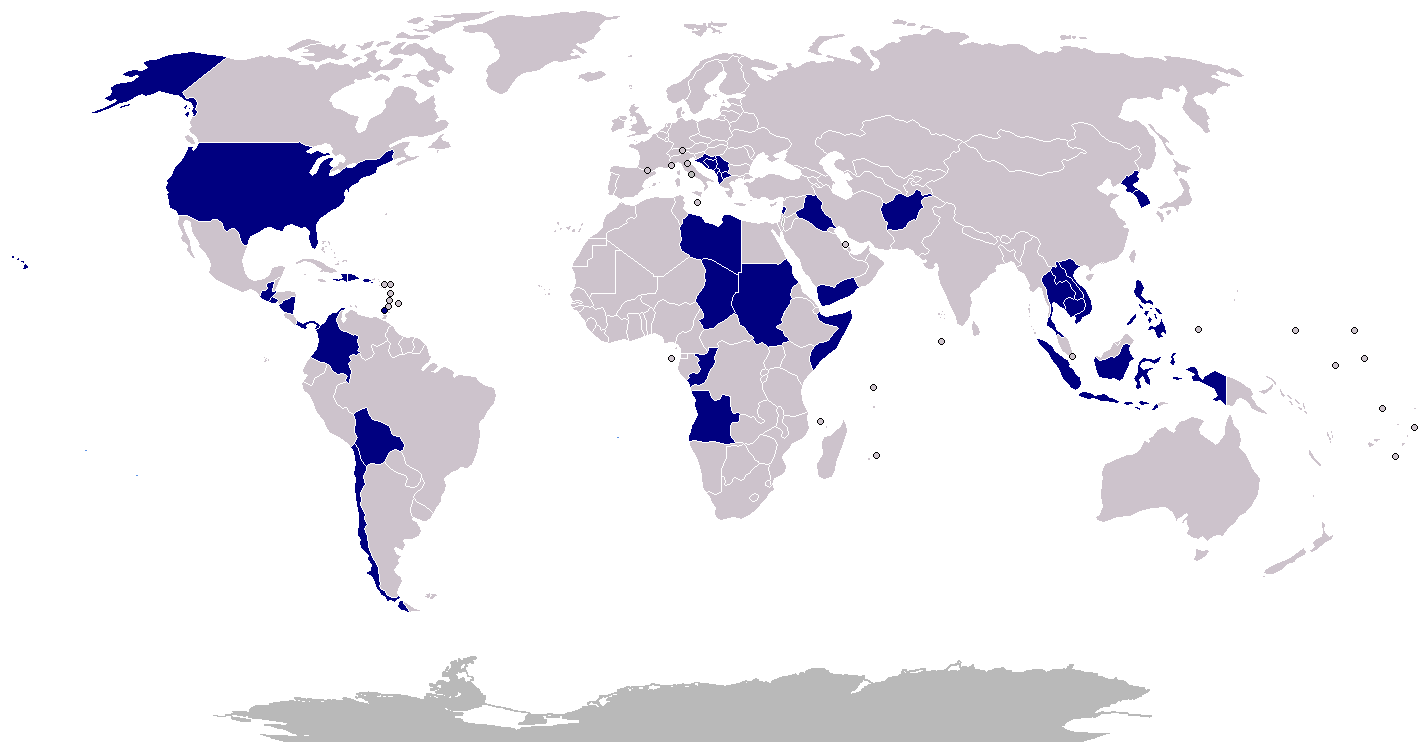
1950年以来美国领土及其武装干涉地区，在图中用深蓝色标出

老羅斯福總統是打破開國先賢固守美洲，推動美國外交進軍全球與列強爭霸的關鍵領袖。他主導建立了「大白色艦隊」（Great White Fleet），下轄四個分隊，每隊包括四艘戰列艦，使美國海軍實力大幅提高，到第一次世界大戰前已經晉身世界第三。第一次世界大戰後，美國一流大國地位完全確立，威爾遜總統的十四點原則一時成為世界新秩序的焦點。但美國的孤立主義氣氛使她放棄對國際聯盟等機構的參與，對慕尼黑會議、九一八事件等改變國際均勢的事件都沒有表態，美國國會在1930年代初期還通過許多中立法，一時之間又退回美洲。唯一的例外是美國曾積極參與1922年華盛頓會議，該會議通過了華盛頓海軍條約，對大國海軍的總噸數做出限制。該公約使美國被允許保持與原世界海軍霸主英國同等的軍艦噸數，實質等於宣告美國與英國共享世界第一海權的地位。
美國的超強地位是在第二次世界大戰後確立的。二戰使十七世紀以來的歐洲列強以及亞洲新強國日本，退出世界性帝國的地位。二戰及戰後數年中的軍事、經濟格局變化使得英國失去超級大國身份，自1950年代起造成「兩極體系」，在北大西洋公約組織與華沙公約組織的架構下，美國與蘇聯成為世界僅有的兩個超級強國。
蘇聯瓦解後，美國在體系中的地位陷入眾說紛紜之中。英國歷史學家肯尼迪認為美國是「單極」超強（unipolar hyperpower），其影響力超過古代的羅馬、近代的大英帝國。但也有意見認為，美國只是「一超多強」中的超強，並不具備組織世界帝國的能力。2002年，美國經濟產出達到世界20%-25%，軍事預算為世界第二到第十軍事大國開支總和的水準，佔世界36%。
自2017年唐納德·特朗普就任美國總統後，一些評論員將特朗普主義與「美國衰落」聯繫起來，也有人認為特朗普與「讓美國再次偉大」的崛起只是加速了美國領導力、穩定性和權力的衰落。

### 普魯士/德國

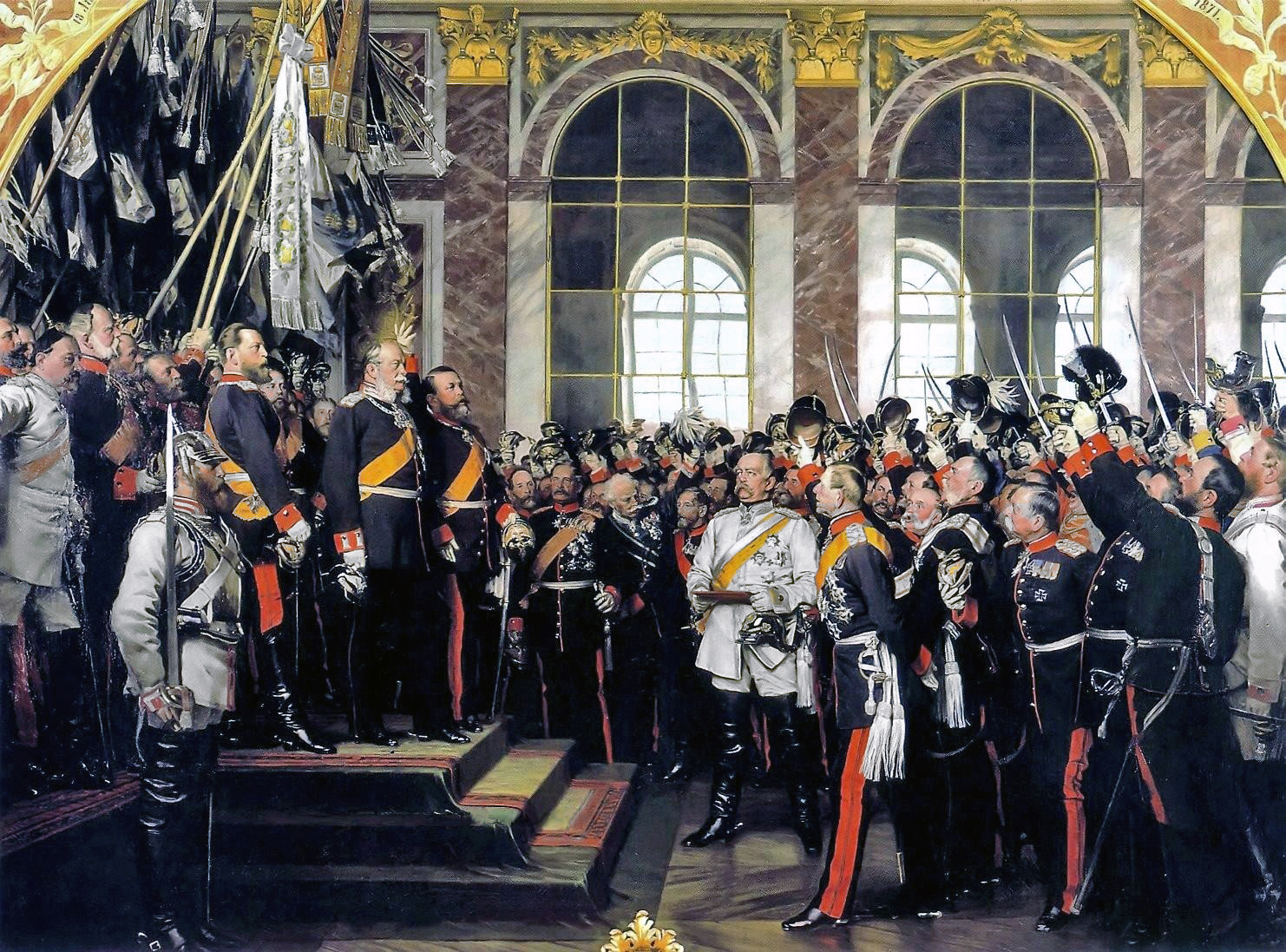
1871年普法戰爭勝利後，威廉一世在法国凡尔赛宮加冕为德意志皇帝，德意志帝国宣布成立。俾斯麥為畫中衣著白色者，巴登大公立於威廉身後，領銜歡呼。時為儲君的腓特烈三世立於其父、正加冕皇帝的普魯士國王威廉一世右側，毛奇、羅恩、布盧門塔爾等人分列於後

随着以普魯士為首的北德意志邦聯擊敗歐洲傳統大國法國，在普法战争中勝利，公元1871年，德意志帝国在法國凡爾賽宮宣布成立。普鲁士霍亨索伦王朝开始统治新的帝国，定都柏林，這是德國成為一流大國的開端。公元1884年初，德意志帝国开始在欧洲以外建立殖民地。

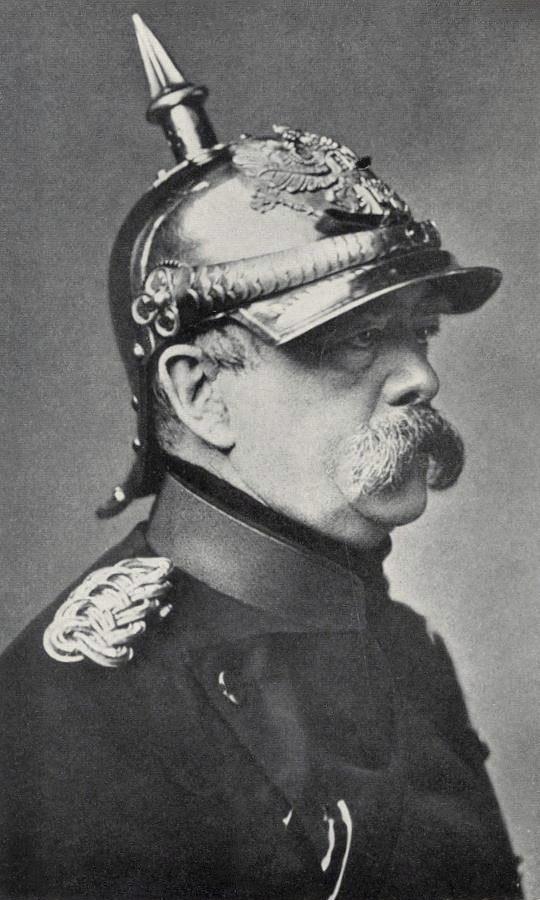
「鐵血宰相」俾斯麥，擔任普魯士王國首相時領導普魯士擊敗法國，建立德意志帝國，並成為首任德意志帝國宰相，令德國成為歐陸強國

德國統一掃除了德意志經濟發展中的最大障礙，加速形成統一的民族市場，重視現代科技，發展生產力。單就工業增長而言：1860—1870年（德國統一前）的年均增長為2.7%；1870—1880年即達到 4.1%；1880—1890年為6.4%；1890—1900年為6.1%。其增長速度遠遠超過英法等國，僅次於美國。在30年時間內，德國經歷了英國用100多年才完成的工業革命，由一個落後的農業國家轉變為一個現代高效的工業國家。
另外，加入德意志帝國的各聯邦在「自由貿易」和「關稅保護」的激烈競爭中，它們的工業實力和作用亦大為提高。德國的貿易逆差也得以扭轉：1872年德國的對外貿易中，進口為32.62億馬克， 出口為23.21億馬克；到1880年，進口下降為28.3億馬克，而出口則上升為29.23億馬克。
不同於英國，德國工業化的過程不是以犧牲農業為代價的，相反是在工業現代化的基礎上，保護農業的發展，並在工業革命中起相互促進的作用。
公元1879年，俾斯麥對農產品實施保護關稅，以抵抗大量穀物從東歐和美國湧入，公元1885年和公元1887年他又再次提高農產品關稅。在國家關稅的保護下，德國農業蓬勃發展。據統計，公元1870至公元1913年，德國穀物產量由1500萬噸增至3100多萬噸。農業經濟的發展加快了德國工業化的發展，為發展工業提供了豐富的農業原材料和充足的勞力。
可是，德國在第一次世界大戰後戰敗被逼求和，與戰勝國簽訂凡爾賽條約，國力被大幅削弱。第二次世界大戰就是德國於希特勒領導下建立納粹德國，再度挑戰以英、法、俄（蘇聯）為首的歐洲舊秩序的嘗試，但結果再次失敗，德國在戰後更因冷戰的國際格局而被分裂為兩個國家，至1990年兩德統一為止。
奠基於西德時期立下的發展基礎，兩德統一後的德國被公認為歐洲四大經濟體（德国、法国、英国、義大利）當中最為優秀的國家，是當今欧洲乃至世界一流的經濟强国。然而，相對于經濟和科技，德國在國際政治和軍事上的影響不大，因為德國是曾經發動過兩次世界大戰的國家，其他國家（特別是歐洲國家）對其插手國際政治與軍事存有顧忌。德国是世界第四大经济体（按照國際匯率计算）、世界第五大经济体（按照購買力平價计算）、世界第二大商品出口国和第三大商品进口国；德国同时在科学技术的許多个领域當中处于世界絕對领先的地位。德国人口將近8200万，在現今欧盟成员国及欧洲国家中排名第一和第二。

### 大日本帝国/日本

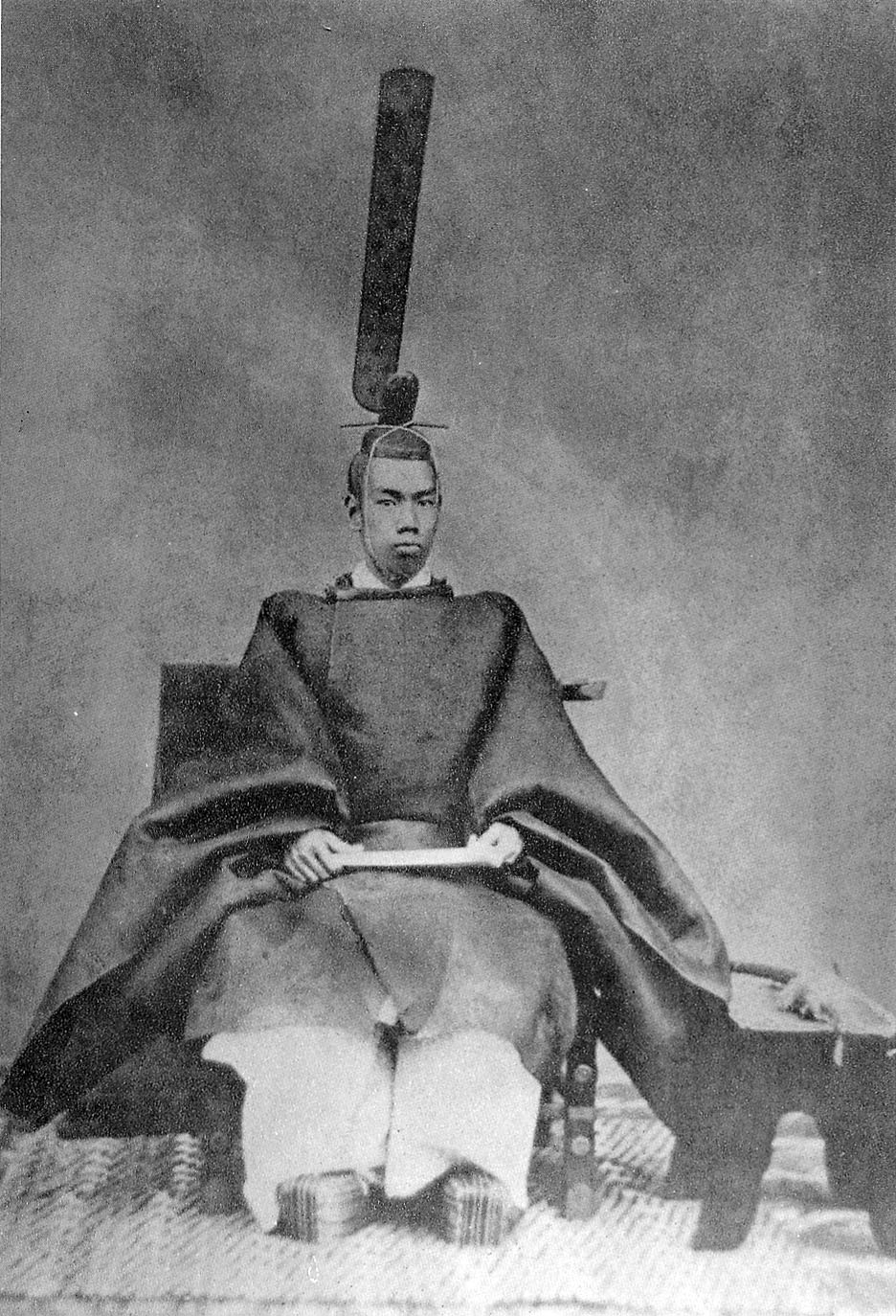
在明治天皇任內，推動明治維新，使日本成為強國

1854年，美國海軍將領率領艦隊駛入浦賀港，結束日本近200年的鎖國政策。來到世界舞台的日本，有感於與其他國家的重大落差，於是以西南四藩（薩摩、長州、土佐、肥前）為主的維新志士帶領下，進行倒幕尊王運動，使得江戶幕府末代將軍德川慶喜主動大政奉還，建立以天皇為首的新政府。1868年展開的明治維新運動，封建體制被擯棄，引進西方的政治體制，包括了西方的法律體系以及政府體系。同時在經濟、政治、軍事上也進行多項改革，使日本實力逐漸增強。1879年吞併琉球群島，1894年與大清帝國爆發甲午戰爭，並在戰後和約中取得台灣、澎湖以及遼東半島的統治權。
20世紀初期，日本在日俄戰爭中成為史上第一個打敗歐洲列強的非歐洲國家，實力急速增強，向外擴張的企圖也愈發擴大，遂於1910年正式合併朝鮮，並逐漸控制中國東北。

1931年，日本發動九一八事變，全面佔領中國東三省，並建立傀儡政府滿洲國，國內軍國主義勢力日漸高張。1937年發動侵華戰爭，造成上千萬中國軍民死傷。1941年底，日本攻擊珍珠港，觸發太平洋戰爭，許多西方在東南亞的殖民地及太平洋島嶼遭日軍佔領，日本並慫恿當地土著進行脫離西方的政治活動。戰爭後期，隨著大量後半期戰爭一敗再敗，日本本土開始受到盟國封鎖及密集轟炸，國力受到重創。1945年8月，美國向長崎、廣島投擲原子彈，蘇聯亦向日本宣戰。同年8月15日，裕仁天皇透過電台廣播宣布投降，第二次世界大戰結束。

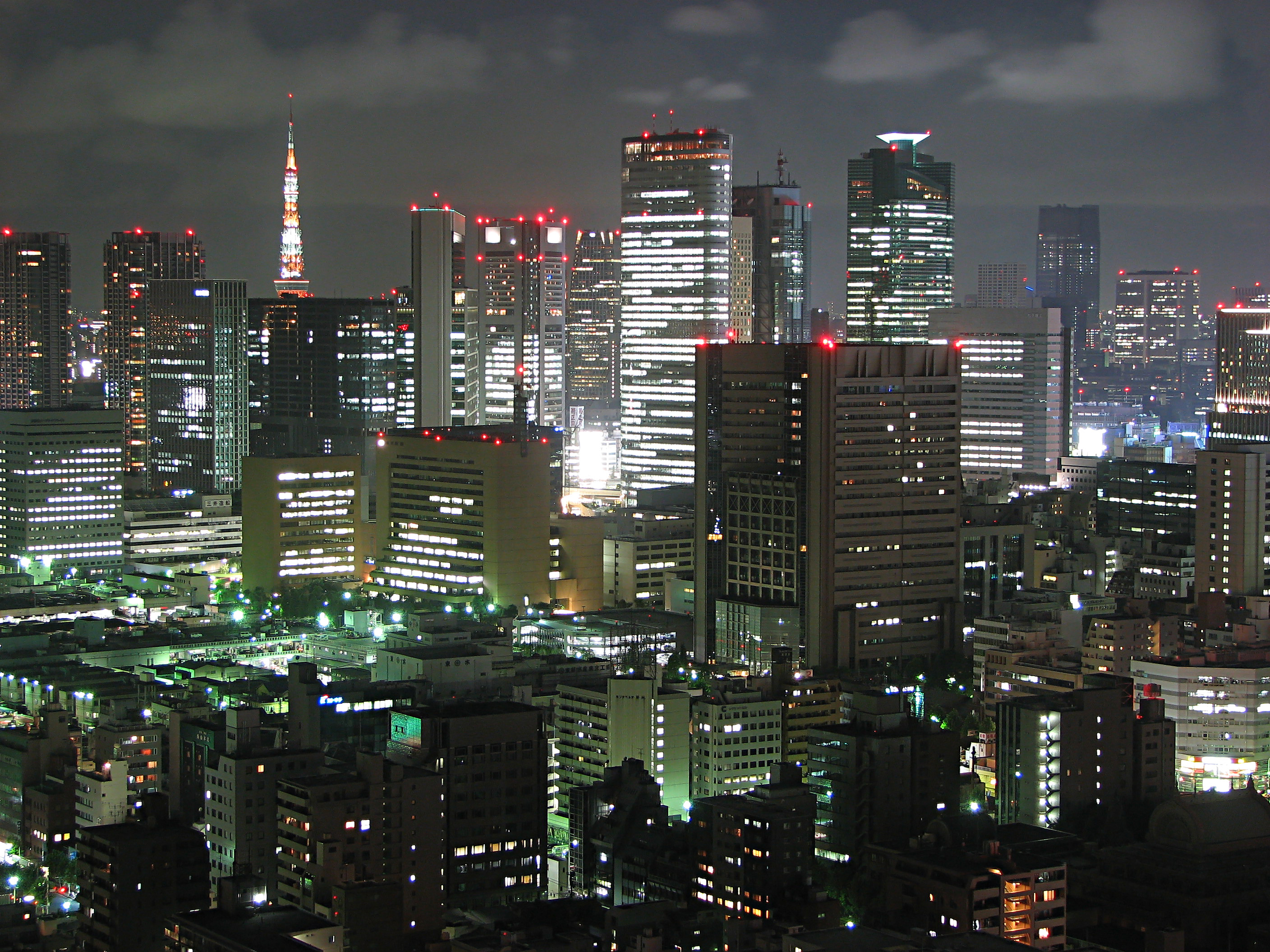
東京高樓群夜景

日本受美國主導下的駐日盟軍總司令管轄，至1952年為止。
1947年訂定《日本國憲法》，確認日本不得擁有軍隊、放棄戰爭、不擁有宣戰權。恢復主權後，日本進入經濟復甦與高度發展時期，國力再度增強，經濟實力趨於雄厚。此外重新加入聯合國等國際組織，及成功取得1964年夏季奧運主辦權，顯示日本重新為國際社會所接納，國際影響力快速增強。二戰後國力的急速發展，加上與美國在軍事及經濟上的密切關係，使日本成為僅次於美國的經濟一流大國。然而1990年代泡沫經濟的幻滅，使日本經濟進入長達十餘年的衰退期，直到2005年才逐漸復甦。當今日本國民所得超過三萬美元，是全球最富裕、經濟最發達和生活水準最高的國家之一，以首都東京為核心的東京都會區，更是當今全球人口最多的都會區。
長期被認為「政弱經強」的日本，近年來亟欲擴大自身在國際政治的影響力，如爭取成為聯合國安全理事會常任理事國、派遣自衛隊前往海外支援，國內亦有修改和平憲法的呼聲。但受制與周邊國家的歷史恩怨（尤其二戰）與領土糾紛，加上美國駐軍和國內亦有反對聲浪，使日本爭取擴大政治影響力的成果頗為有限，不过自2000年起，日本政治地位持续提升，亦有东盟、巴西、伊朗、欧盟等国家与组织和日本建立长久合作关系，使日本国际地位得到大幅提升，加上私下研发军事技术以及参与维和行动，日本军事实力也得到显着的提升。

## 數據比較
下為現今主要大國考慮到人口，國內生產總值，資金向國際組織，軍事支出和淨財富的假想對比圖。僅顯示該國之硬實力，而不是軟實力（即文化影響）。
| 國家           | 人口（%） | 國內生產總值（%） | 資金向國際組織（%） | 軍事支出（%） | 淨財富（%） | 綜合實力（%） |
| -------------- | --------- | ----------------- | ------------------- | ------------- | ----------- | ------------- |
| 美国           | 4.3       | 24.32             | 22.0                | 36.6          | 29.1        | 23.3          |
| 中华人民共和国 | 17.9      | 14.84             | 7.921               | 10.8          | 17.7        | 13.9          |
| 日本           | 1.67      | 5.91              | 9.680               | 2.8           | 6.9         | 5.4           |
| 印度           | 17.5      | 2.83              | 0.737               | 3.5           | 3.5         | 5.6           |
| 英国           | 0.87      | 3.85              | 4.463               | 3.3           | 4.0         | 3.3           |
| 法國           | 0.89      | 3.26              | 4.859               | 2.8           | 3.8         | 3.1           |
| 德国           | 1.09      | 4.54              | 6.389               | 2.7           | 4.1         | 3.8           |
| 義大利         | 0.8       | 2.46              | 3.748               | 1.9           | 3.1         | 2.4           |
| 俄羅斯         | 1.8       | 2.8               | 3.088               | 5.0           | 0.8         | 2.7           |
| 巴西           | 2.39      | 3.0               | 3.823               | 1.8           | 1.3         | 2.5           |

### 引用
1. ↑  . www.globalfirepower.com.   [2021-05-31]. （原始内容存档于2021-03-21） （美国英语）.
2. 1 2 3 4 5 6 7 8 9 10 11 12 13 14 15 16 17  
Peter Howard, B.A., B.S., M.A., Ph.D. Assistant Professor, School of International Service, American University. . . MSN. 2008  [2008-12-20]. （原始内容存档于2009-10-31）.
3. 1 2 3 4 5  Fueter, Eduard. . 美利堅合眾國: Harcourt, Brace and Company. 1922: 25–28, 36–44. ISBN 1584770775.
4. 1 2 3 4 5  Danilovic, Vesna. "When the Stakes Are High—Deterrence and Conflict among Major Powers", en:University of Michigan Press (2002), p 27, p225-p228 (PDF chapter downloads) (PDF copy).
5. 1 2 3 4 5  McCarthy, Justin. . 纽约州, 美利堅合眾國: Harper & Brothers, Publishers. 1880: 475–476.
6. 1 2 3 4 5 6 7 8  Dallin, David. .
7. 1 2 3 4 5  
MacMillan, Margaret. . 美利堅合眾國: Random House Trade. 2003: 36, 306, 431. ISBN 0-375-76052-0.
8. 1 2 3 4 5 6 7  Harrison, Mark (2000) The Economics of World War II: Six Great Powers in International Comparison, 劍橋大學出版社.
9. 1 2 3 4 5 6 7 8 9 10  Louden, Robert. . 美利堅合眾國: 牛津大學出版社. 2007: 187. ISBN 0195321375.
10. 1 2 3  The Superpowers: The United States, Britain and the Soviet Union – Their Responsibility for Peace (1944), written by William Thornton Rickert Fox
11. 1 2 3 4 5 6 7  T. V. Paul, James J. Wirtz, Michel Fortmann. . 美利堅合眾國: en:State University of New York Press, 2005. 2005: 59, 282. ISBN 0791464016. Accordingly, the great powers after the Cold War are Britain, China, France, Germany, Japan, Russia, and the United States p.59
12. ↑  McCourt, David. . 美利堅合眾國: University of Michigan Press. 28 May 2014. ISBN 0472072218.
13. 1 2 3 4   UW Press: Korea's Future and the Great Powers
14. ↑  Yong Deng and Thomas G. Moore (2004) "China Views Globalization: Toward a New Great-Power Politics?" en:The Washington Quarterly
15. ↑  Friedman, George.  (PDF). en:Stratfor. 2008-06-15  [2008-07-10]. （原始内容 (PDF)存档于2015-03-15）.
16. ↑  肯尼迪, 保罗. . 美利堅合眾國: 兰登书屋. 1987: 204. ISBN 0-394-54674-1.
17. ↑  Best, Antony; Hanhimäki, Jussi; Maiolo, Joseph; Schulze, Kirsten. . 美利堅合眾國: en:Routledge. 2008: 9. ISBN 0415438969.
18. ↑  Wight, Martin. . 大不列顛及北愛爾蘭聯合王國: en:Continuum International Publishing Group. 2002: 46. ISBN 0826461743.
19. ↑  沃爾茲, 肯尼思. . 美利堅合眾國: 标普全球. 1979: 162. ISBN 0-07-554852-6.
20. ↑  理查德·哈斯, "Asia’s overlooked Great Power", en:Project Syndicate 四月 20, 2007.
21. ↑  .   [2007-02-28].
22. ↑  张晓明. . 剑桥大学出版社. 2011: 22. ISBN 9780521186469.
23. ↑  William J. Duiker; Jackson J. Spielvogel. . Wadsworth Publishing. 2018: 411. ISBN 978-1133606581.
24. ↑  侯楊方. . 新浪網. 2009-08-27  [2011-03-22]. （原始内容存档于2021-03-19） （中文）.
25. ↑  刘小萌. . 辽宁民族出版社. 2008年: 第206页.
26. ↑  周敏（鲁东大学历史与社会学院）. . 2008年. |journal=被忽略 (帮助); |issue=被忽略 (帮助)
27. ↑  錢穆. . .
28. ↑  梁啟超. . 上海古籍出版社. 2000年.
29. ↑  陳其泰 等.  （清代卷）. 人民出版社. 2004年.
30. 1 2 3  費正清主編；章建剛等翻译 (编). . 上海人民出版社.
31. ↑  劉敬坤等. . 《近代中國》第136期，2000年4月 (台北).
32. ↑  秦晖. . 爱思想. 2011-11-18  [2017-05-20]. （原始内容存档于2017-07-12）.
33. ↑  .   [2021-06-21]. （原始内容存档于2015-10-04）.
34. ↑  徐中约《中国近代史》
35. ↑  《民国社会生活史》-左玉河主编-广东人民出版社
36. ↑  .   [2018-04-15]. （原始内容存档于2017-11-03）.
37. ↑  司法院大法官:中華民國憲法 （页面存档备份，存于）（繁體中文）.
38. ↑  . IMF.   [2022-11-10]. （原始内容存档于2015-03-21）.
39. ↑  . www.jiemian.com.   [2022-11-10]. （原始内容存档于2022-11-20）.
40. ↑  中時新聞網. . 中時新聞網.   [2022-11-10]. （原始内容存档于2022-11-10） （中文（臺灣））.
41. ↑  Carl J. Dahlman和Jean-Eric Aubert. . 教育文献资料库（英语：Education Resources Information Center）. 2001年  [2016-01-22]. （原始内容存档于2018-01-13） （英语）.
42. ↑  安格斯·麦迪森.  (PDF). 经济合作及发展组织. 2007年  [2016-01-22]. （原始内容 (PDF)存档于2014-10-15） （英语）.
43. ↑  . CIA.   [2014-09-13]. （原始内容存档于2016-08-19）.
44. ↑  . m.cankaoxiaoxi.com.   [2022-11-10]. （原始内容存档于2020-12-09）.
45. ↑  Muldavin, Joshua; Muldavin, Joshua. . Carnegie Endowment for International Peace.   [2022-11-10]. （原始内容存档于2022-12-06） （英语）.
46. ↑  . BBC News. 2012-10-18  [2022-11-10]. （原始内容存档于2022-11-22） （英国英语）.
47. ↑  . 明報新聞網. 2015-09-04  [2022-11-10]. （原始内容存档于2016-03-04）.
48. ↑   (PDF). 美國國防部. 2013年  [2016-01-22]. （原始内容 (PDF)存档于2015-04-13） （英语）.
49. ↑  Sam Perlo-Freeman. . 斯德哥爾摩國際和平研究所. 2014-03  [2016-01-22]. （原始内容存档于2015-02-09） （英语）.
50. ↑  . 网易财经. 2013-01-18  [2021-06-21]. （原始内容存档于2013-05-04）.
51. ↑  . Bloomberg. 2014-04-29  [2021-06-21]. （原始内容存档于2015-01-11）.
52. ↑  Xie, Yu; Zhou, Xiang. . Proceedings of the National Academy of Sciences. 2014-05-13, 111 (19): 6928–6933. ISSN 0027-8424. PMC 4024912 . PMID 24778237. doi:10.1073/pnas.1403158111 （英语）.
53. ↑  金哲. . 美国之音. 2021年3月7日  [2021年4月21日]. （原始内容存档于2021年4月21日） （中文（简体））.
54. ↑  联合早报：印度人口将超越中国带来警醒 （页面存档备份，存于），2010年5月7日，鳳凰網轉載
55. ↑  南方雜誌：谈谈印度经济增长率和印度模式[永久]，2010年10月22日
56. ↑  Peter's denial: Tiger by the tale （页面存档备份，存于）.  Sri Lanka News.  Sunday, 13 March 2005.
57. ↑  . 人民网.   [2015-09-21]. （原始内容存档于2020-04-30）.
58. ↑  . 中国网.   [2015-09-21]. （原始内容存档于2016-03-05）.
59. ↑  Paz, Christian. . The Atlantic. 2020-11-02  [2021-02-05]. （原始内容存档于2020-11-22） （英语）.
60. ↑  Wyne, Ali. . The New Republic. 21 June 2018  [28 March 2019]. （原始内容存档于2020-10-20）. 参数|magazine=与模板{{cite news}}不匹配（建议改用{{cite magazine}}或|newspaper=） (帮助)
61. ↑  Ward, Alex. . Vox. 14 September 2018  [17 March 2019]. （原始内容存档于2020-11-09）.
62. ↑  Agerholm, Harriet. . The Independent. 7 December 2016  [27 March 2019]. （原始内容存档于2020-08-14） （英语）.
63. ↑  . Huffington Post. 24 May 2018  [15 March 2019]. （原始内容存档于2019-03-30）.
64. ↑  Haynie, Devon. . usnews. 2020. （原始内容存档于2022-07-06）.
65. ↑  . The New York Times. 28 June 2019  [2021-04-24]. （原始内容存档于2022-03-08）.
66. ↑  Switzer, Tom. . The Sydney Morning Herald. 4 August 2017  [2021-04-24]. （原始内容存档于2022-03-07）.
67. ↑  Levy, Jack S. 1983. War in the Modern Great Power System, 1495–1974. Lexington: University Press of Kentucky.
68. ↑  Singer, J. David, and Melvin Small. 1972. The Wages of War, 1816–1965: A Statistical Handbook. New York: John Wiley and Sons.
69. ↑  . Willard, Ohio: RR Donnelley & Sons Company. 2006年4月: 257–70. ISBN 978-0-7922-3662-7. Deluxe: ISBN 978-0-7922-7976-1
70. ↑  Confidently into the Future with Reliable Technology （页面存档备份，存于） www.innovations-report.de. May 7, 2008. Retrieved 2008, 04-04.
71. ↑  Germany （页面存档备份，存于） Foreign Direct Investment Magazine. January 5, 2005. Retrieved 2006, 12-07.
72. ↑  .   [2016-10-26]. （原始内容存档于2021-02-12）.
73. ↑   (PDF).   [2015-02-09]. （原始内容 (PDF)存档于2015-02-09）. Page: 18, 22-29
74. ↑  https://publications.credit-suisse.com/tasks/render/file/?fileID=BCDB1364-A105-0560-1332EC9100FF5C83 （页面存档备份，存于） Page: 46-61
75. ↑  . www.credit-suisse.com. Credit Suisse.   [October 25, 2019]. （原始内容存档于2020-01-20）.
76. ↑   (PDF). Credit Suisse.   [October 25, 2019]. （原始内容存档 (PDF)于2019-10-25）.
77. ↑   (PDF). Credit Suisse.   [25 October 2019]. （原始内容存档 (PDF)于2019-10-23）.